# 파크원
파크원(영어: Parc One, Parc.1)은 대한민국 서울특별시 영등포구 여의도동에 조성된 마천루 단지이다. 영국의 건축가 리처드 로저스가 설계를 담당했다. 2개의 동과 호텔 1개 동으로 구성되어 있으며, 타워 A가 지상 69층, 333m, 타워 B가 53층, 256m의 초고층 건물로 완공되었다.

## 역사

### 계획 및 디자인
2005년 본래 이 부지는 통일교의 통일주차장이 있었다. 조감도가 공개되고 개발 계획이 있었다. 2006년에 조감도가 바뀌면서 72층과 59층 복합빌딩과 오피스 건물, 호텔, 쇼핑몰 등을 세울 계획이였다.

### 건설

#### 공사 시작
2007년 6월에 파크원 착공 돌입하고 2008년에 삼성물산이 시공하고 Y22 디벨로프먼트 컴퍼니를 시행사로 선정하였고 여의도에 70층이 넘는 초고층 랜드마크 빌딩을 건설할 계획으로 착수하였다. 2008년에 착공하여 공사가 시작되었고 2009년에 국제적 인증하였다. 2010년에 건물이 올라가다가 같은 해 10월에 A타워 12층, B타워 10층을 돌파했다.

#### 공사 중단
2008년 착공식을 갖고 2013년 완공을 목표로 건설에 들어갔으나, 공사가 진행된 A타워 12층, B타워 10층, 공정률이 25%정도 된 2010년 10월 무렵 통일교 측에서 시행사를 상대로 지상권소송을 제기하면서 공사가 중단되고  통일교 내의 집안 다툼 등으로 1차 공사가 중단되었다. 2011년에는 공사가 중단된지 6개월이 돌파하였고 2012년에는 공사가 중단된지 1년 9개월을 돌파했다.

#### 공사 재개
1심, 2심에서 모두 시행사가 승소하고, 3심에서 통일교 측에서 고소를 취하함에 따라 2017년 1월 21일부터 부분적인 공사재개에 들어갔으며 그 전에는 통일교 내부의 집안다툼으로 인하여 7년 가까이 공사가 중단된 상태였다. 삼성물산이 아닌 포스코건설이 시공사를 맡았다. 4월에 타워크레인이 설치되었고 대부분 올라갔다. 6월에 호텔 크레인이 올라갔으며 코어 구조물 교체 작업이 시작되었고 11월에 20층을 돌파했고 2019년 4월 30일에 상량식을 가졌다. 9월 5일 폭우로 싱크홀이 발생했다. 2020년 2월 코로나19 확산으로 인해 공사 현장을 폐쇄했고 4월에 점등식이 있었고 5월에 경관조명 시범이 가동되었고 7월 31일에 완공될 것으로 보인다.

## 건물

### 구성
파크원 타워는 A동(지상 69층, 333m)과 B동(지상 53층, 256m) 등 2개의 사무용 건물과 15층짜리 지상 31층인 호텔, 그리고 지상 8층인 대형 쇼핑몰 등으로 구성된다. 특히 사무용 타워 2개 동에는 고급 오피스가 있다. 서북쪽 여의대로 길가에 2개의 오피스 마천루가 정 반대편에는 호텔이 들어서며, 그 가운데에 쇼핑몰이 있다.
| 건물   | 층수 | 용도           |
| ------ | ---- | -------------- |
| A동    | 69층 | 업무시설       |
| B동    | 53층 | 업무시설       |
| 호텔   | 31층 | 고급 호텔      |
| 쇼핑몰 | 8층  | 쇼핑몰, 식당가 |

### 높이
A동의 333m와 B동의 256m의 높이에 이르며 A동은 완공 시 대한민국에서 다섯 번째로, 서울에서 2번째로 높은 건물이 된다.
완공 후에는 롯데월드타워(123층, 555m)와 333m가 넘는 빌딩을 제외한 전경련회관(50층, 245m), 63시티(60층, 249m), 서울국제금융센터(55층, 285m) 등을 제치고 여의도에서 제일 높은 빌딩이 됨과 동시에, 롯데월드타워(123층, 555m)에 이어 서울에서 두 번째로 높은 빌딩이다. 동시에 대한민국에서 다섯 번째로 높은 건물이 된다.

### 특징
여의도에 위치한 파크원은 63빌딩 4배의 규모의 랜드마크라고 한다. 여의도 속 작은 여의도에 있는 파크원 타워가 완공되면 동북아 랜드마크가 된다. 파크원은 오피스 1에 포스코건설 등이 임차를 하고 오피스 2에 현대백화점과 페어몬트 호텔이 입점한다.

## 시설
특히 파크원 타워의 A동과 B동은 오피스 시설으로 쓰이고, IFC서울과 국제금융로를 사이에 보고 마주보는 자리에 건립되기 때문에, 완공 후 파크원몰과 서울국제금융센터인 IFC몰이 모여 서울특별시의 대표적인 상업 쇼핑몰이 될 것으로 보인다.
이외에도 지상 30층짜리 호텔은 여의도 페어몬트 호텔(영어: Yeouido Fairmont Hotel)이라는 이름으로 건설되며, 총 350개의 객실이 있고, 쇼핑몰은 명품 전문점이나 패션과 관련된 업체들을 주로 입점시키고 특이하게도 쇼핑몰이 지상 9층으로 높이 건설된다.

### 내부 시설

#### A동
| 층수                | 시설           |
| ------------------- | -------------- |
| 65층 ~ 69층         | 오피스         |
| 50층 ~ 63층         | LG에너지솔루션 |
| 48층 ~ 49층         | 상상인증권     |
| 47층                | 오피스         |
| 45층 ~ 46층         | 코인원         |
| 22층 ~ 44층         | 오피스         |
| 13층 ~ 21층         | HMM            |
| 4층 ~ 12층          | 오피스         |
| 3층                 | LG에너지솔루션 |
| 2층                 | 병원,약국      |
| 1층                 | 로비           |
| 지하 8층 ~ 지하 1층 | 지하주차장     |

#### B동
| 층수                | 시설       |
| ------------------- | ---------- |
| 49층 ~ 53층         | 오피스     |
| 47층 ~ 48층         | 라온시큐어 |
| 8층 ~ 46층          | 오피스     |
| 7층                 | NH투자증권 |
| 3층 ~ 6층           | 오피스     |
| 2층                 | NH투자증권 |
| 1층                 | 로비       |
| 지하 8층 ~ 지하 1층 | 지하주차장 |

## 대중 문화

### 드라마
- 2018년 SBS TV 훈남정음
- 2019년 KBS 2TV 국민 여러분!
- 2019년 POWER MOVIE 남과 북
- 2019년 tvN 60일, 지정생존자
- 2020년 tvN 머니 게임
- 2021년 SBS 펜트하우스 2
- 2022년 JTBC 재벌집 막내아들
- 2022년 ENA 이상한 변호사 우영우

### 영화
- 2019년 - 돈
- 2020년 - 반도
- 2022년 - 사이버 지옥: N번방을 무너뜨려라

## 갤러리

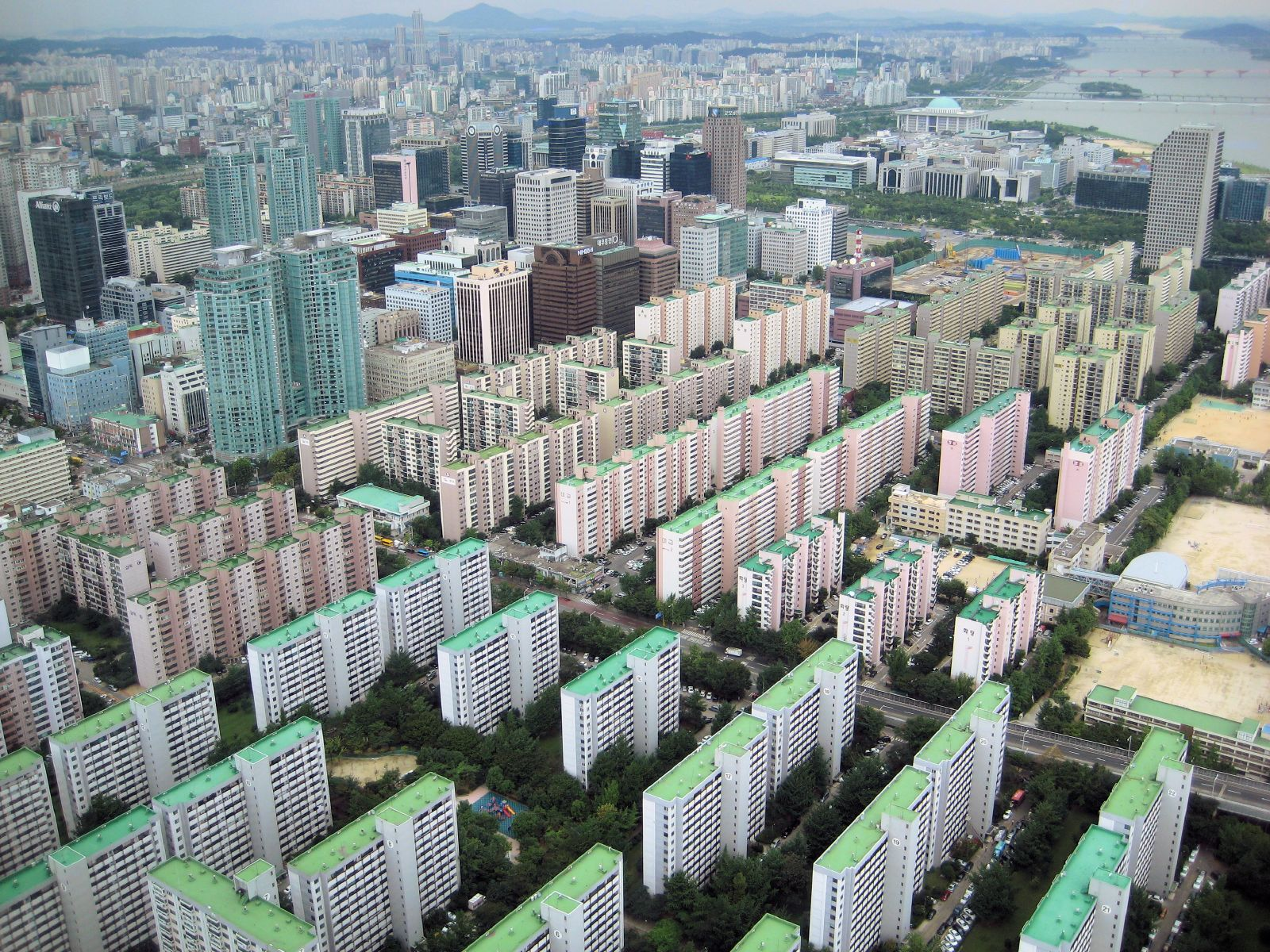
2007년 8월 30일. 가운데MBC사옥
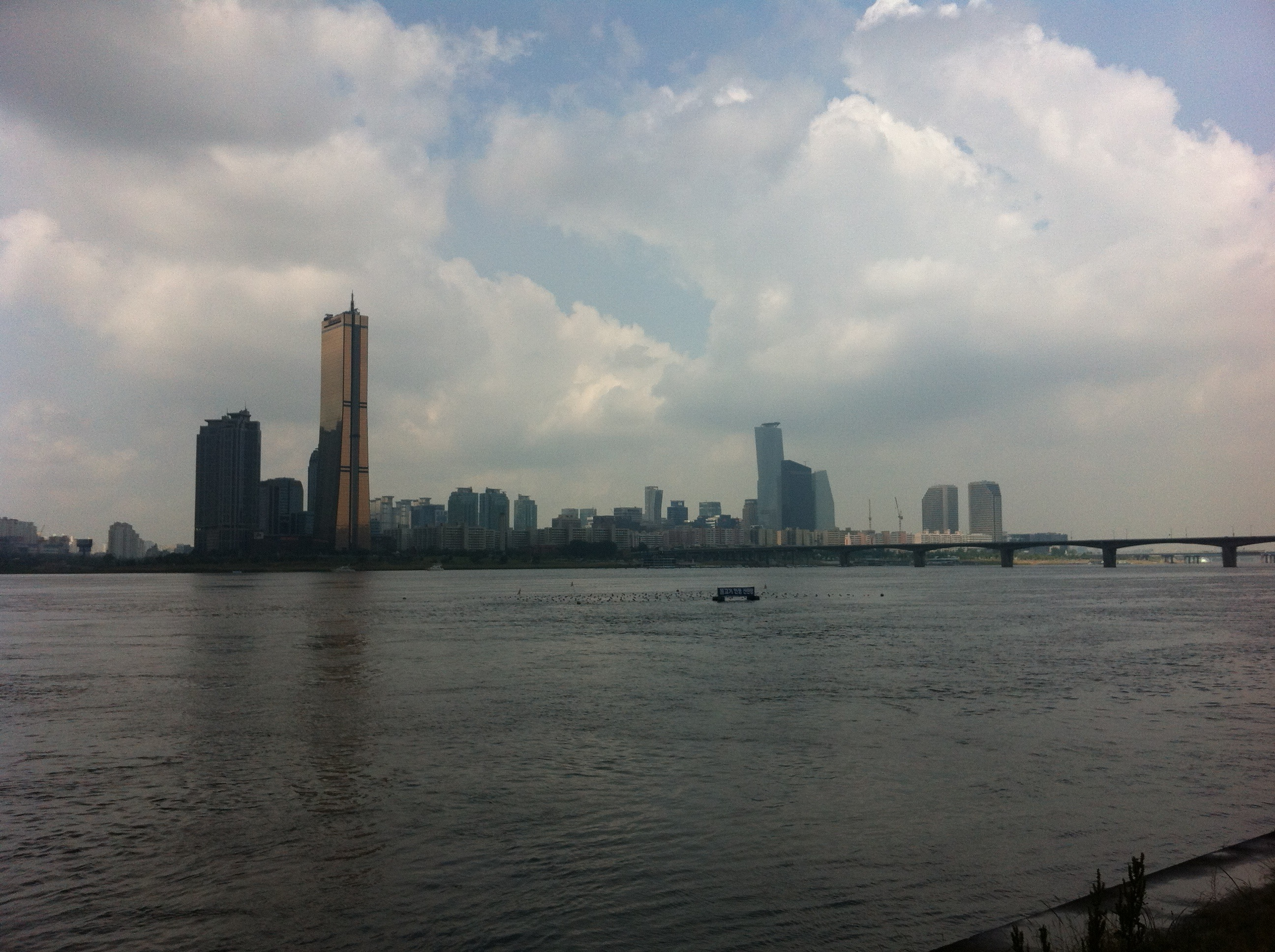
2012년 6월 5일.
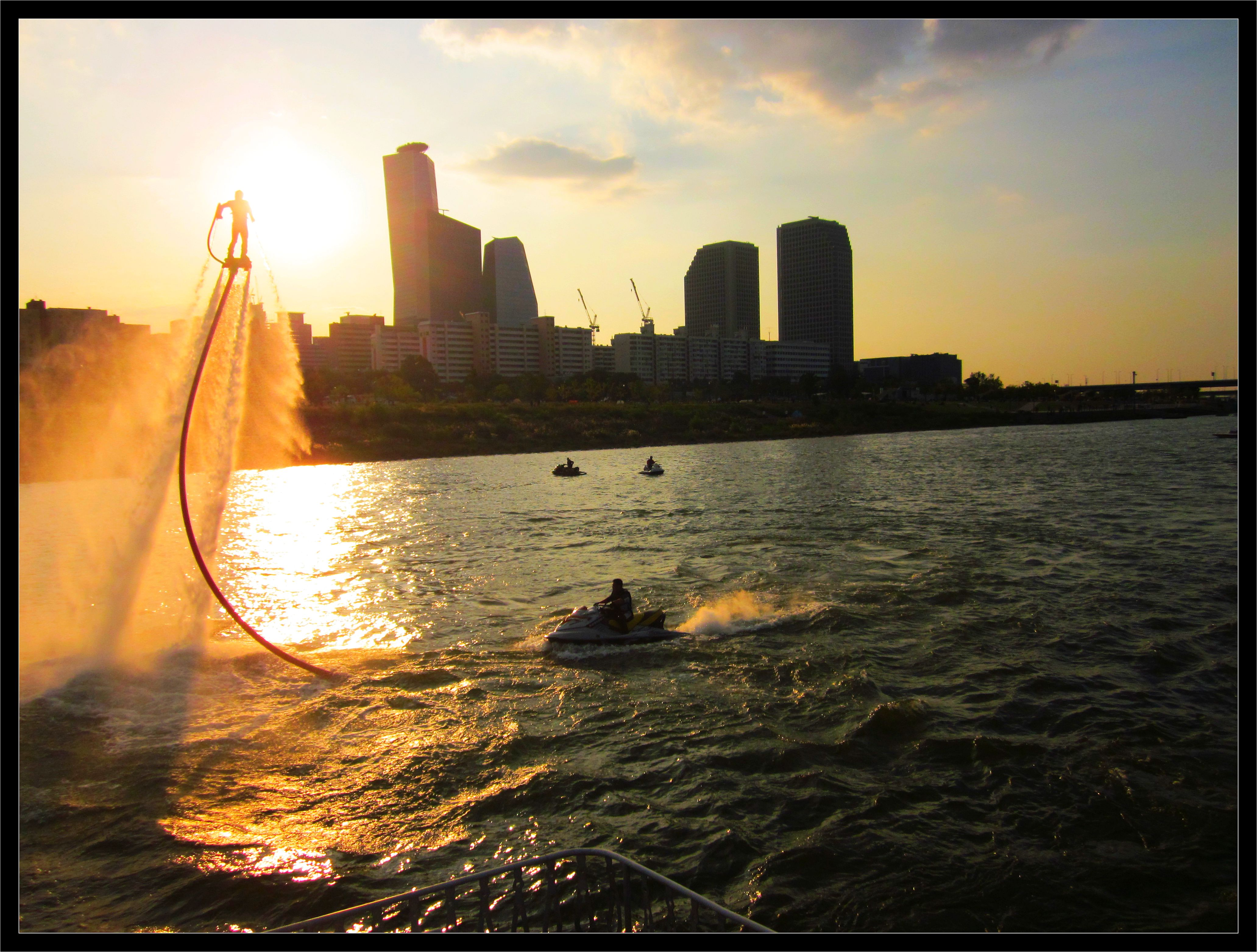
2012년 10월 1일.
2013년 5월 17일.
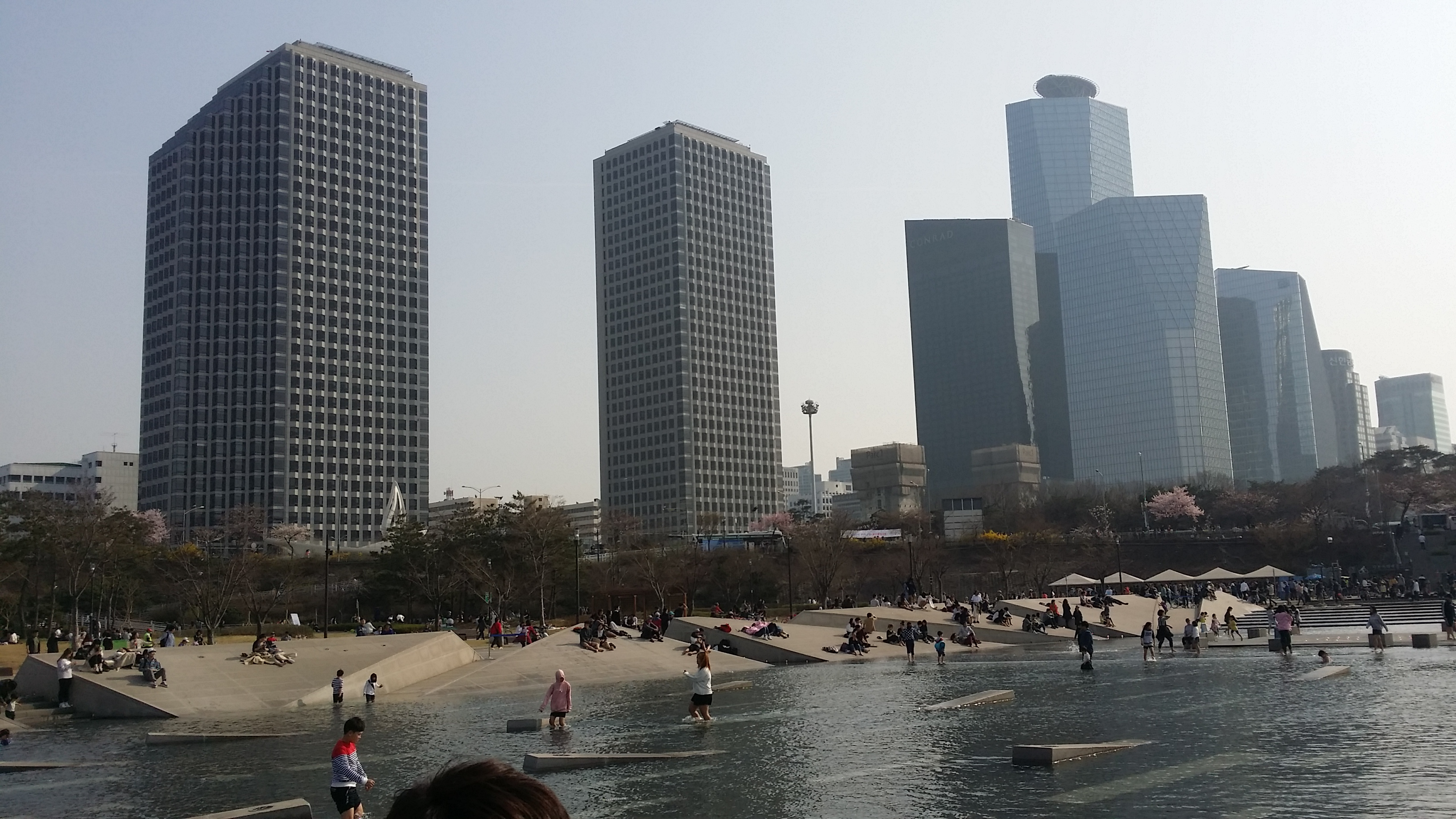
2016년 4월 2일.
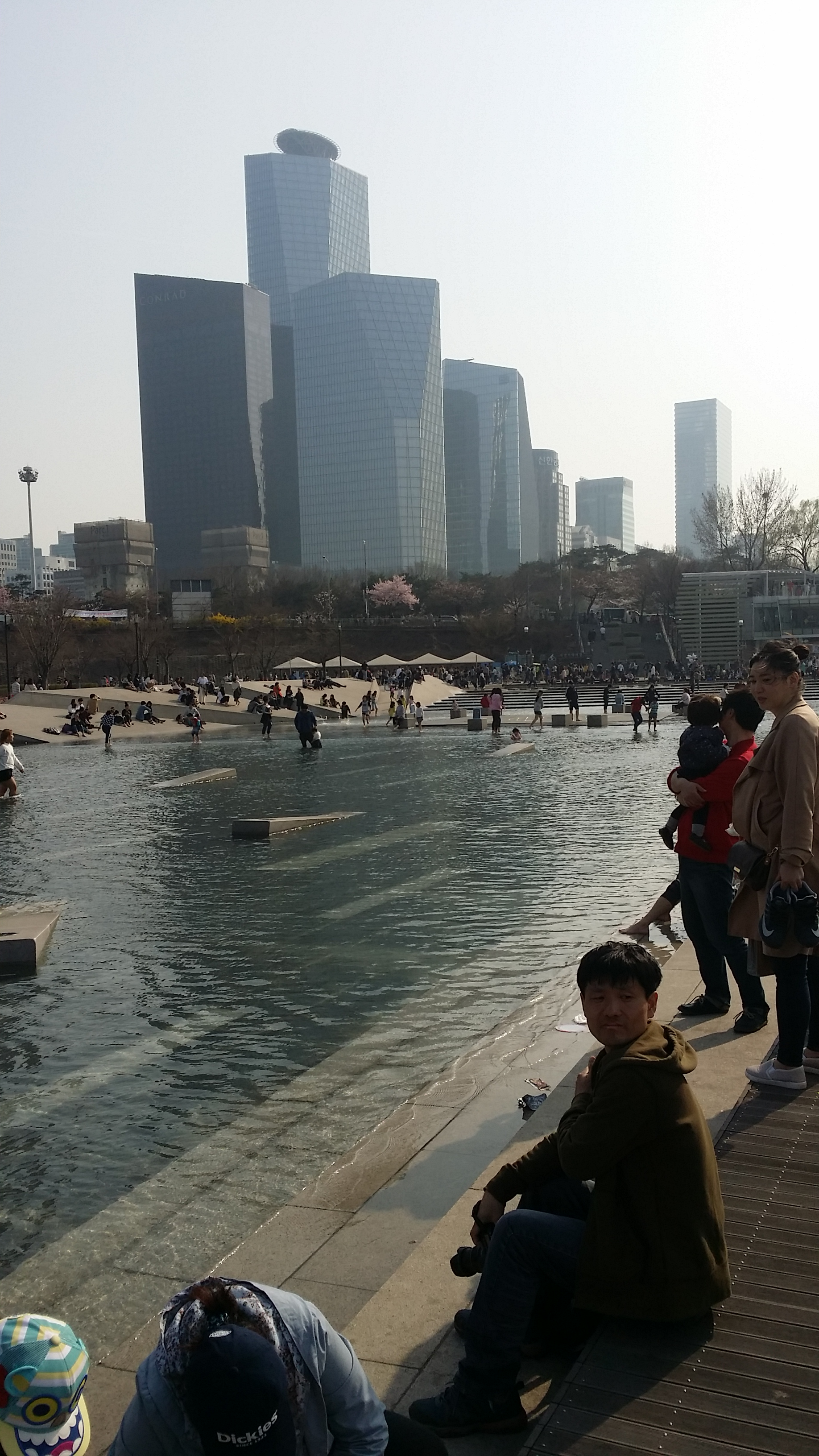
2016년 4월 2일.
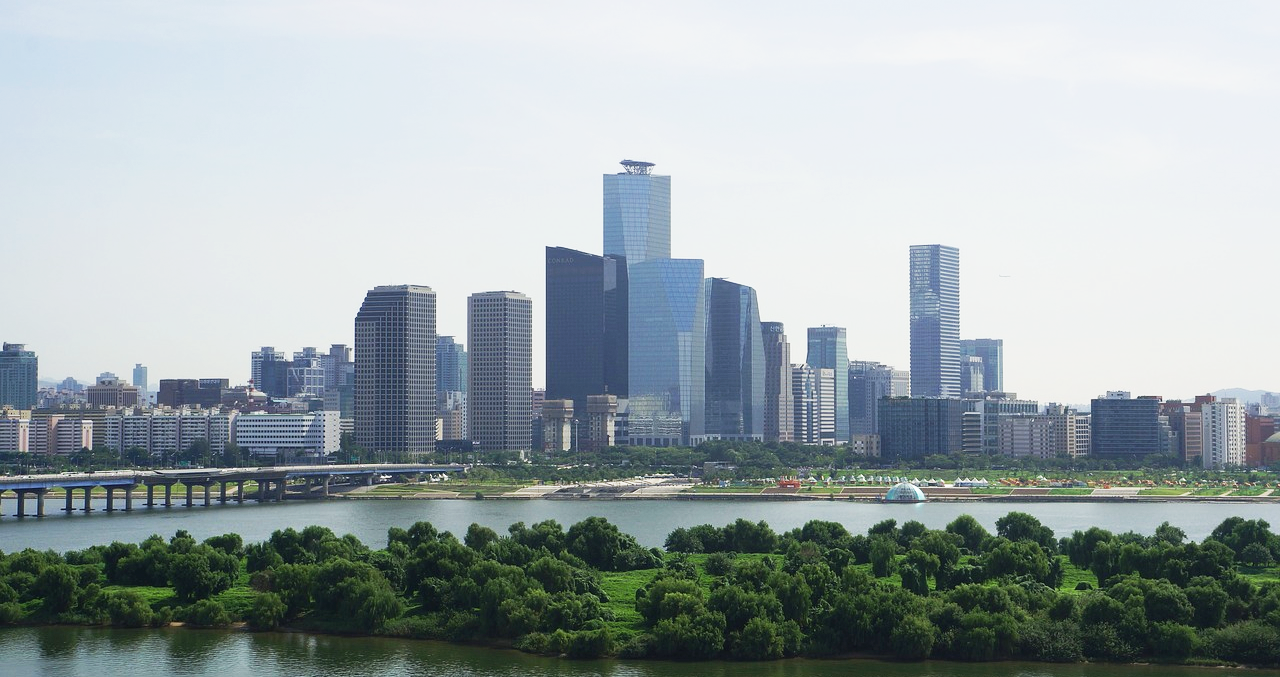
2016년 8월 10일.
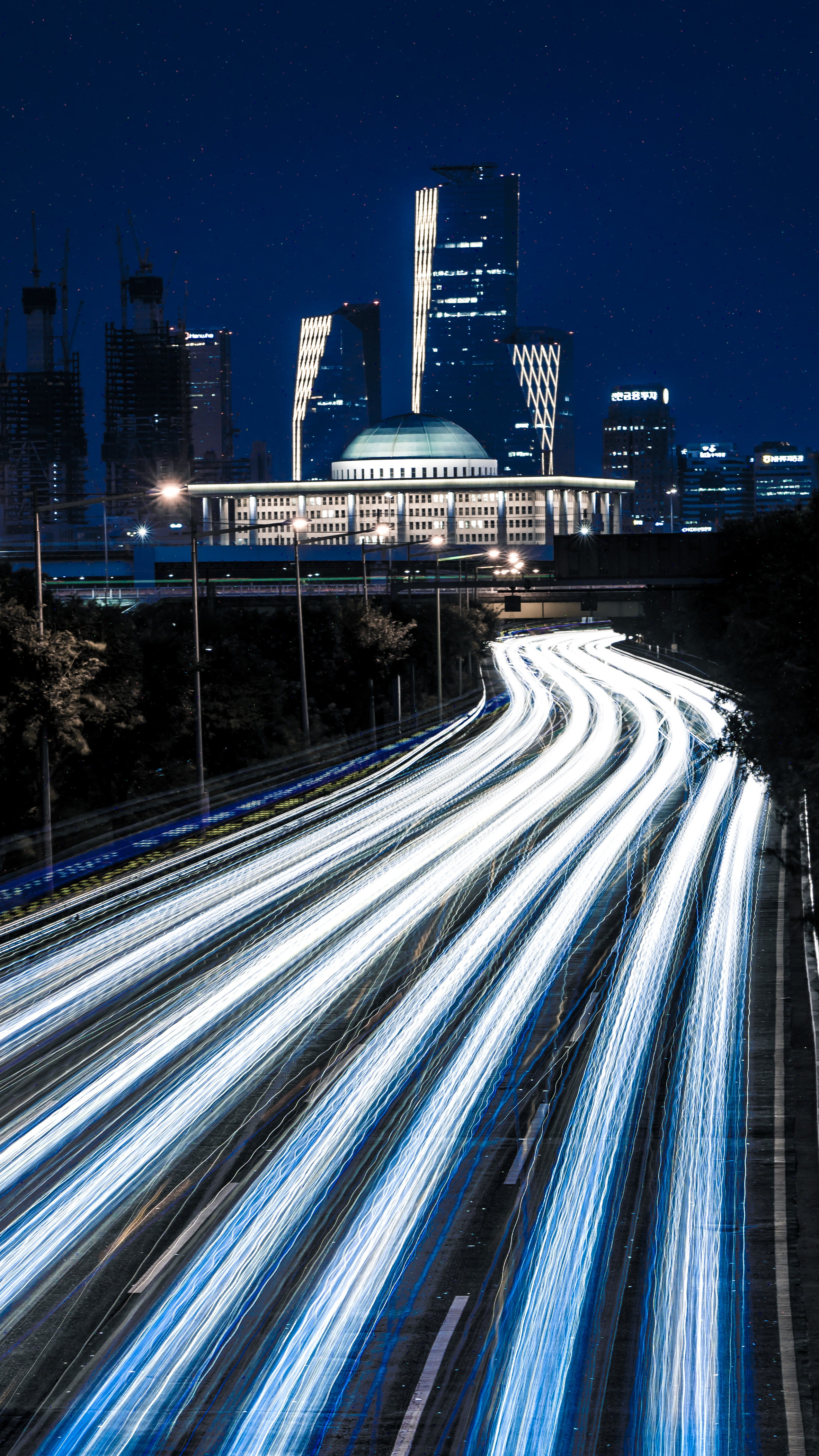
2018년 8월 5일. (국회의사당과 서울국제금융센터 왼쪽에 있는 공사중인 건물이 파크원이다.)
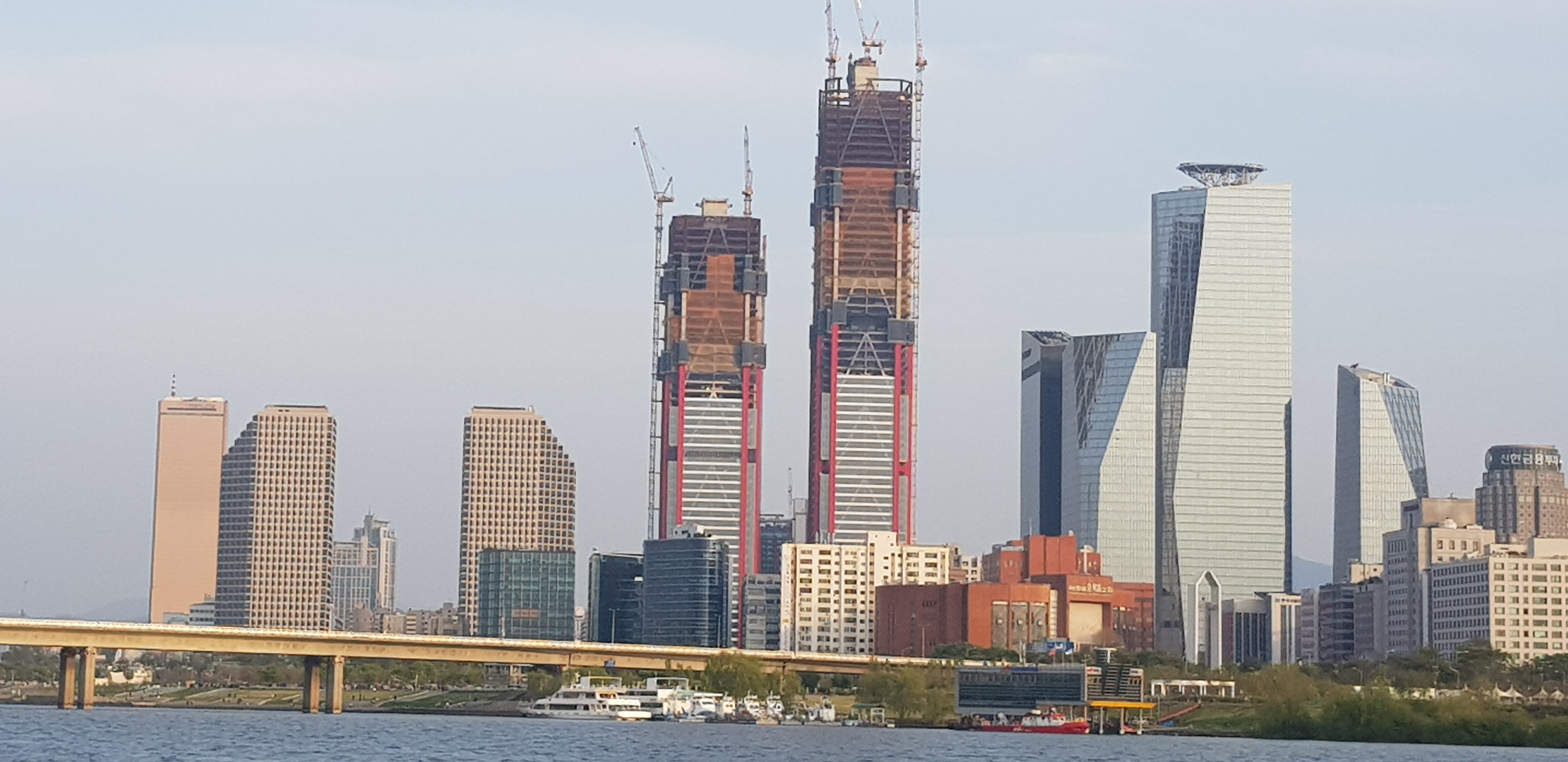
2019년 4월 21일.
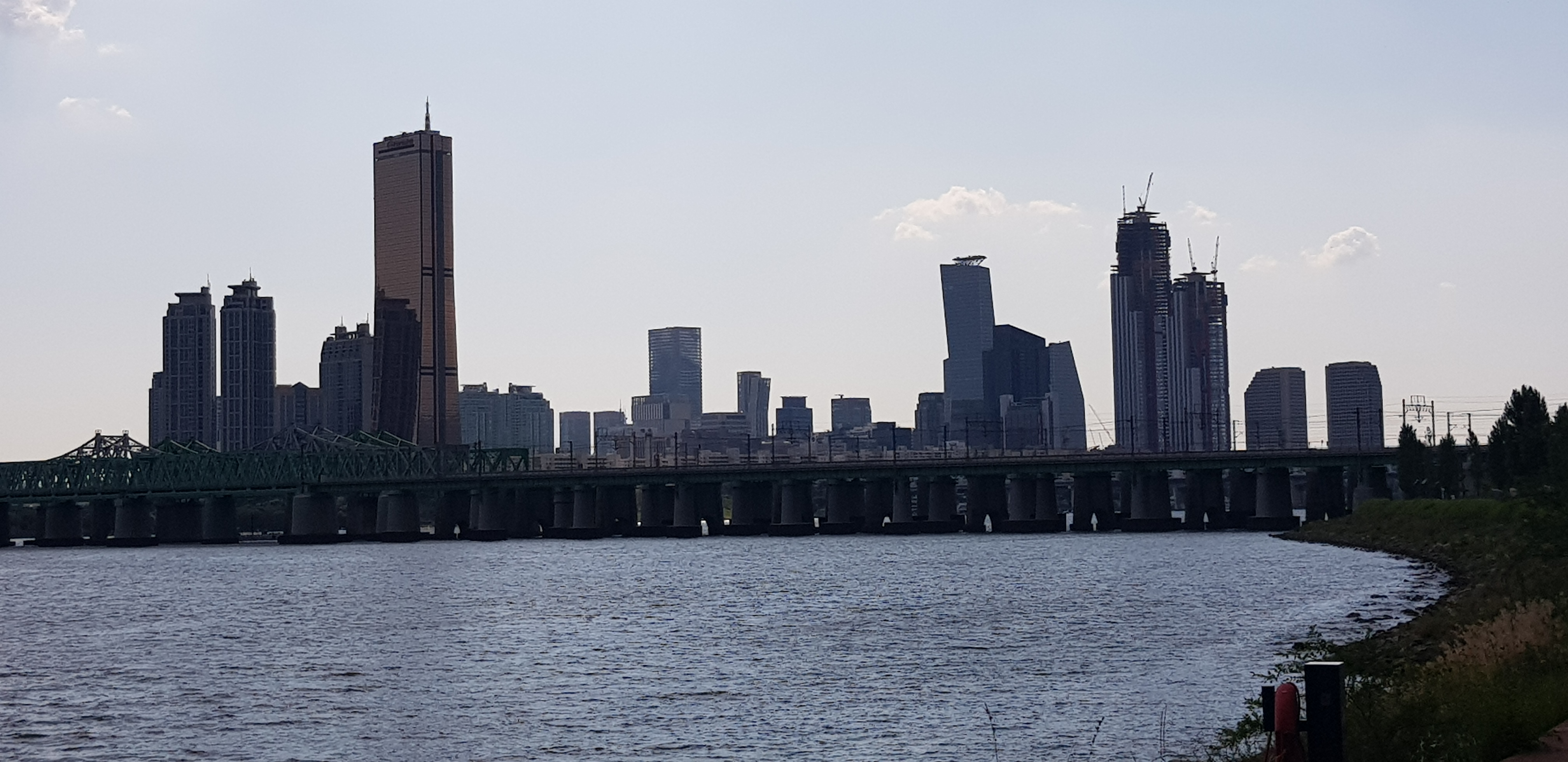
2019년 6월 23일.
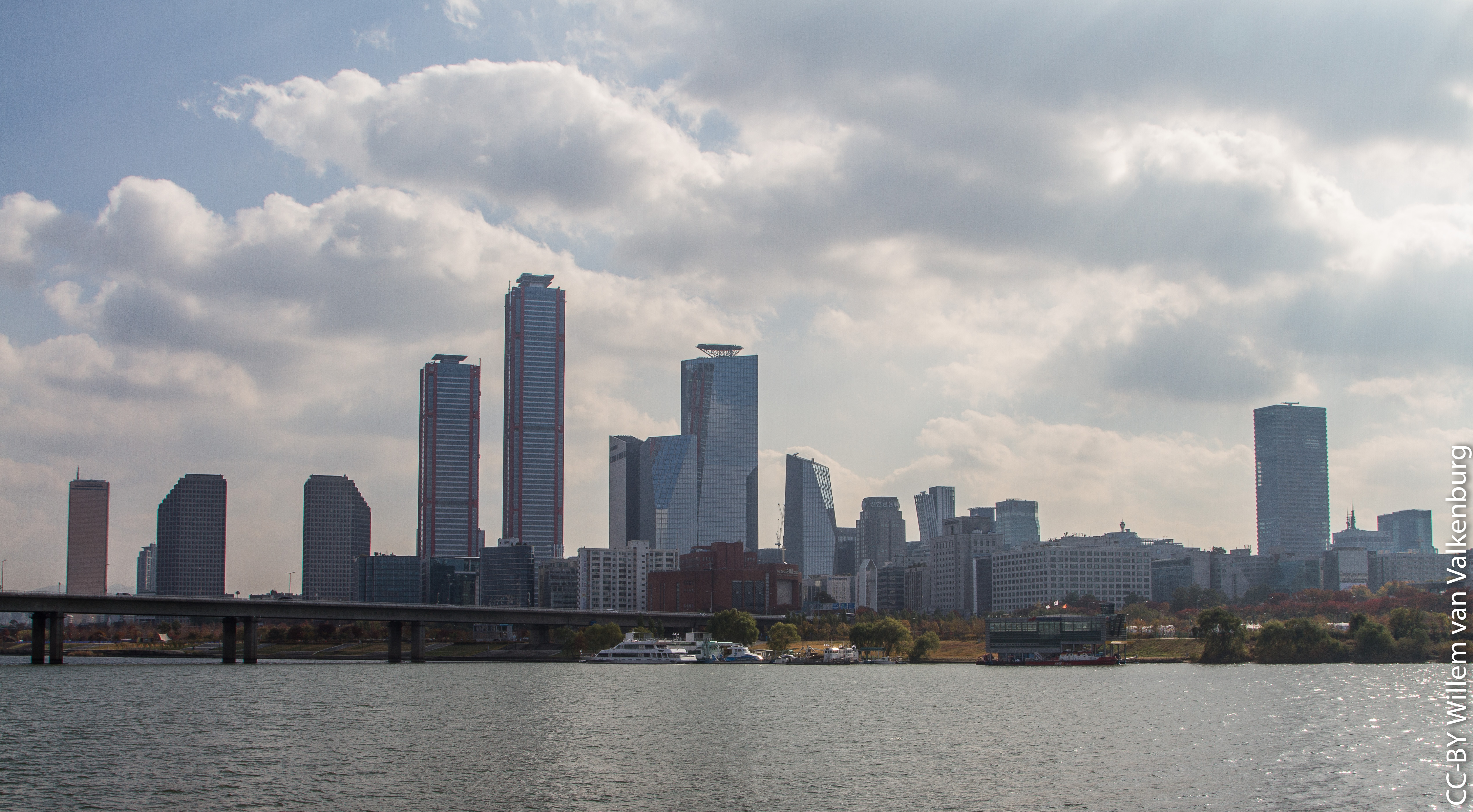
2019년 11월 11일.
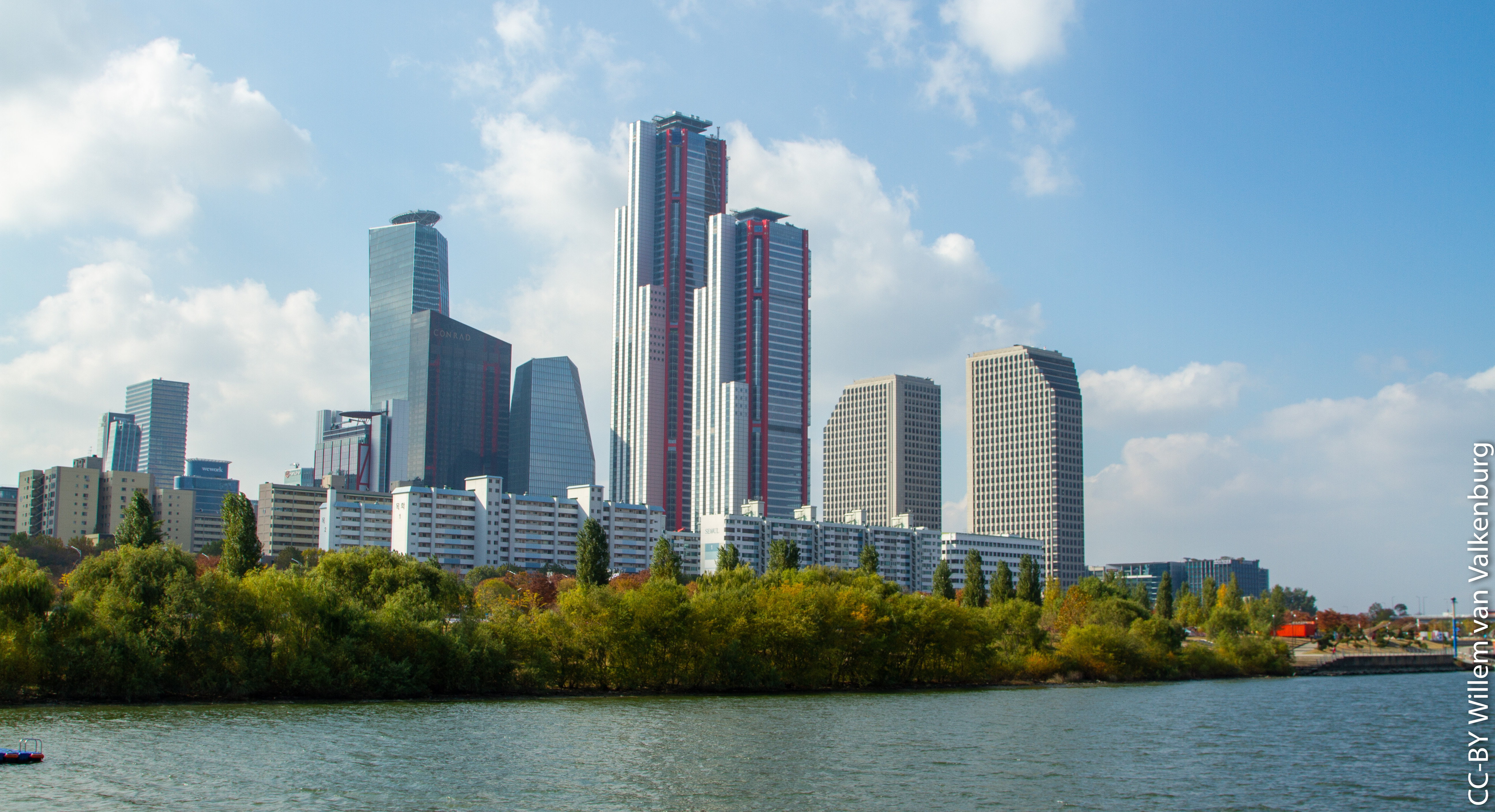
2019년 11월 11일.
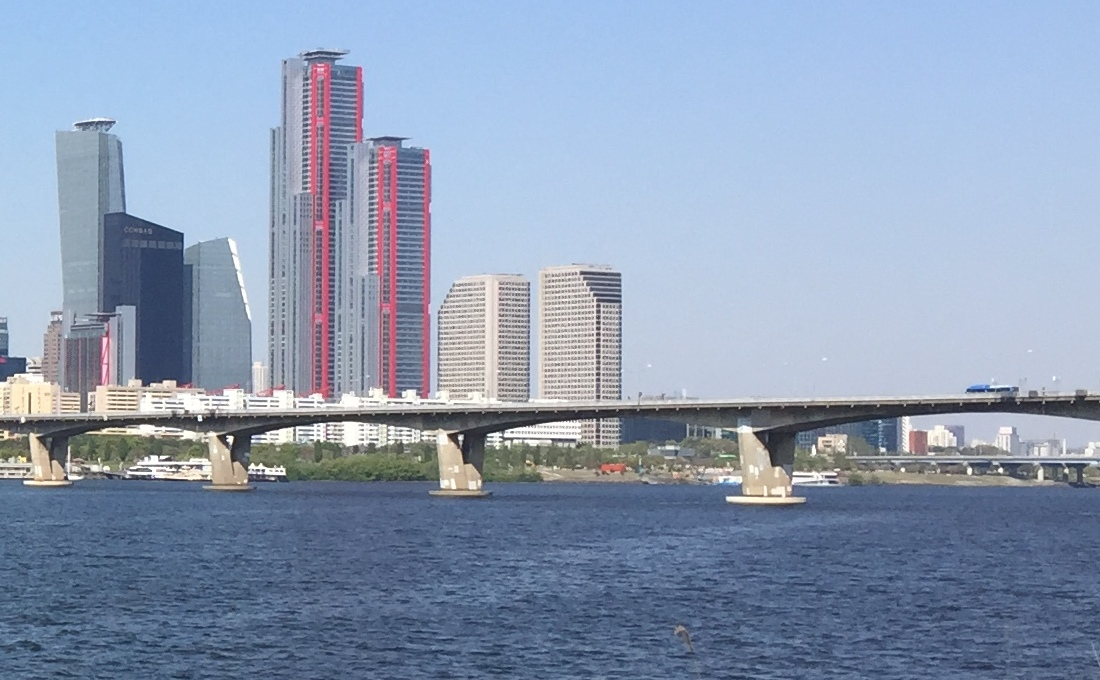
2020년 4월 26일
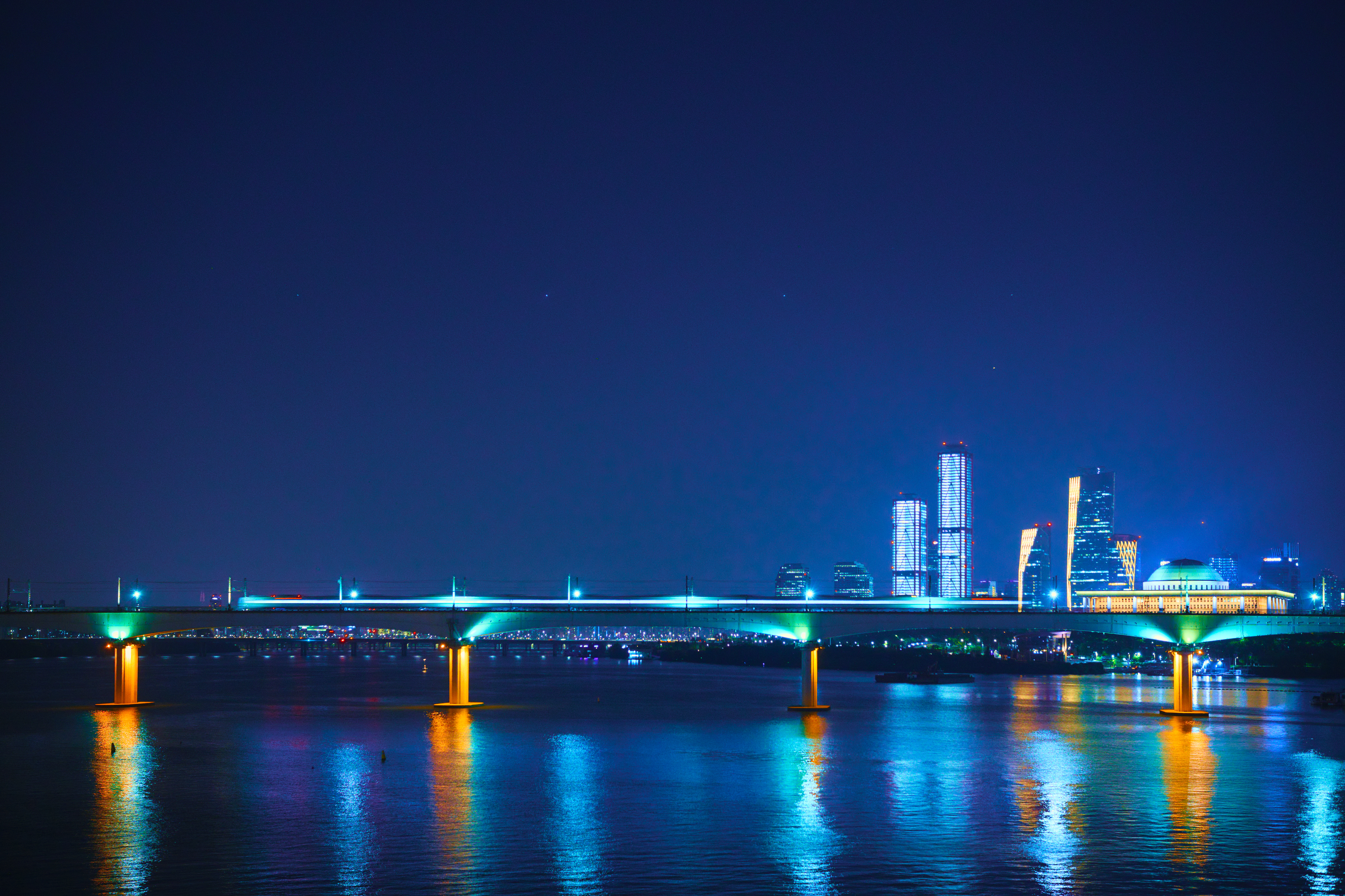
2020년 6월 28일
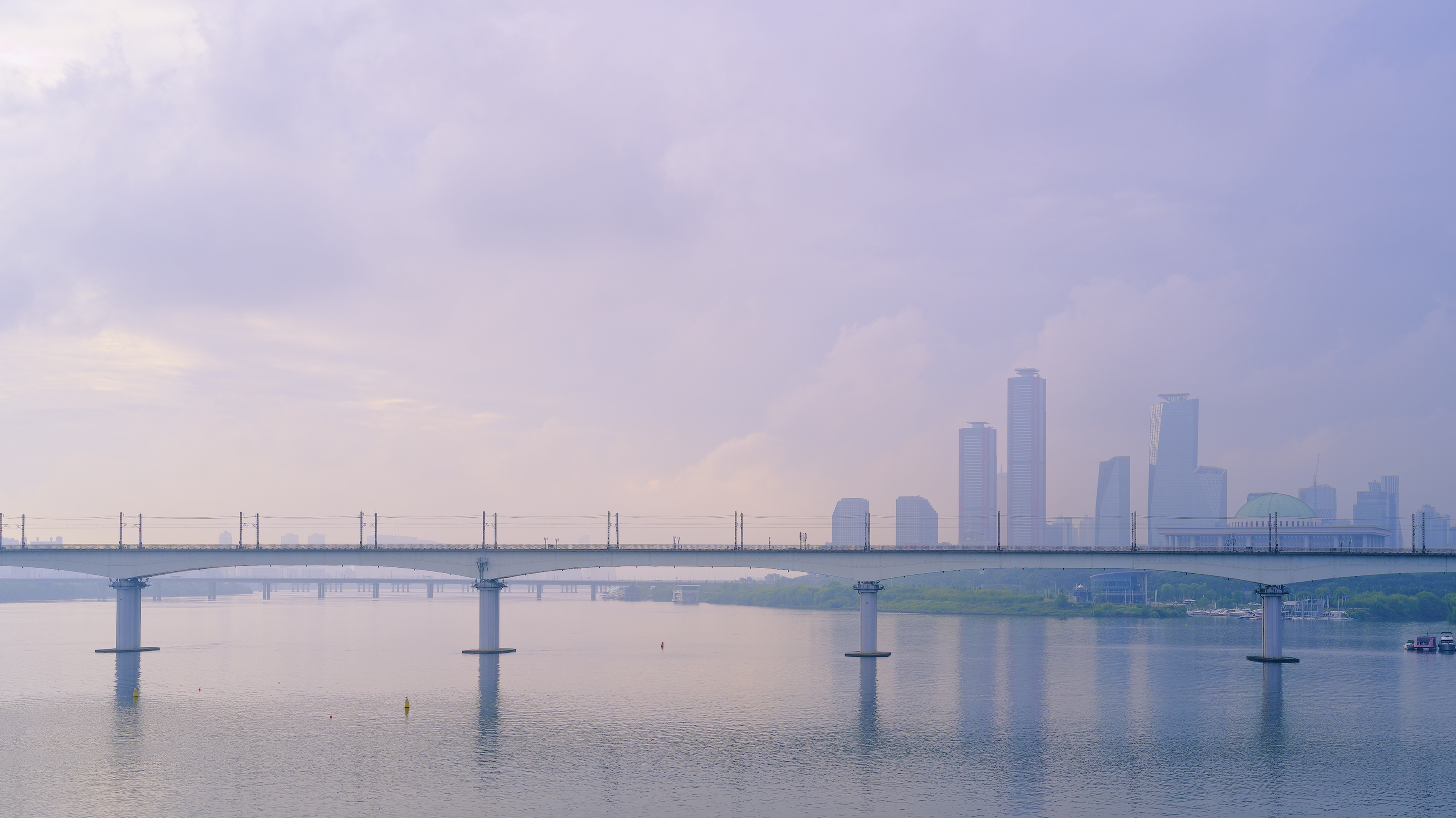
2020년 7월 3일
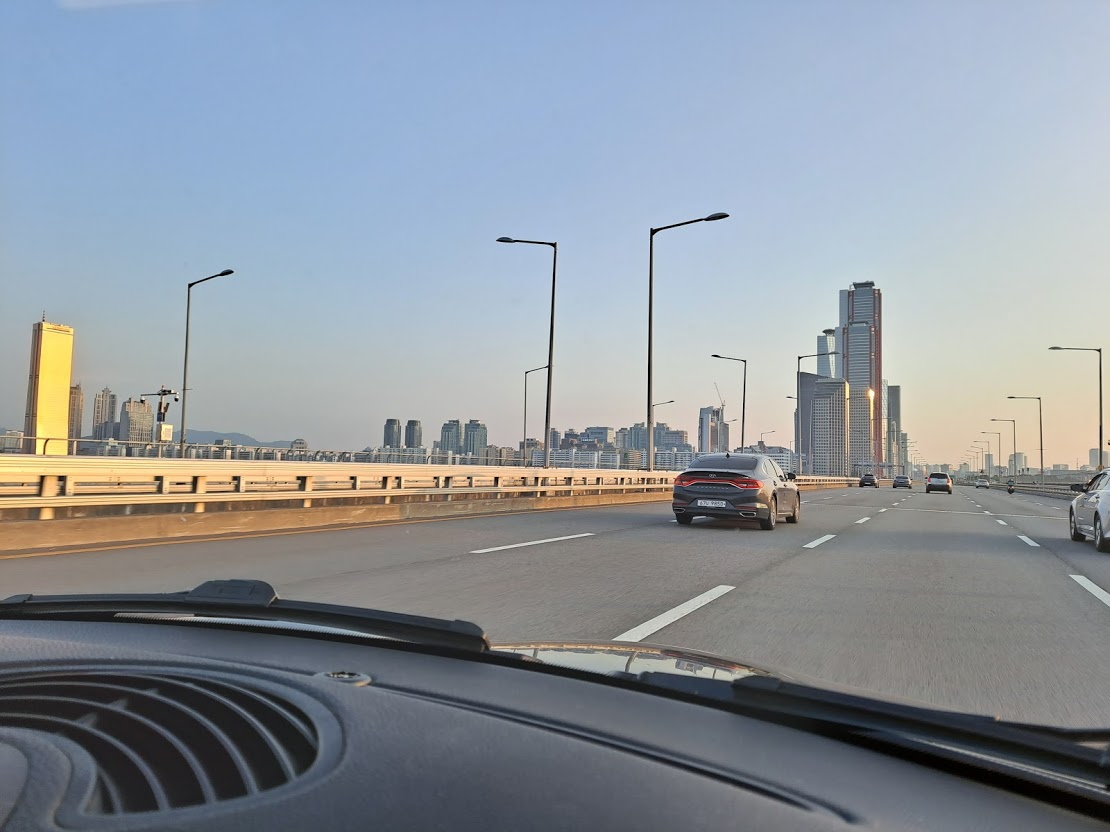
2020년 7월 14일
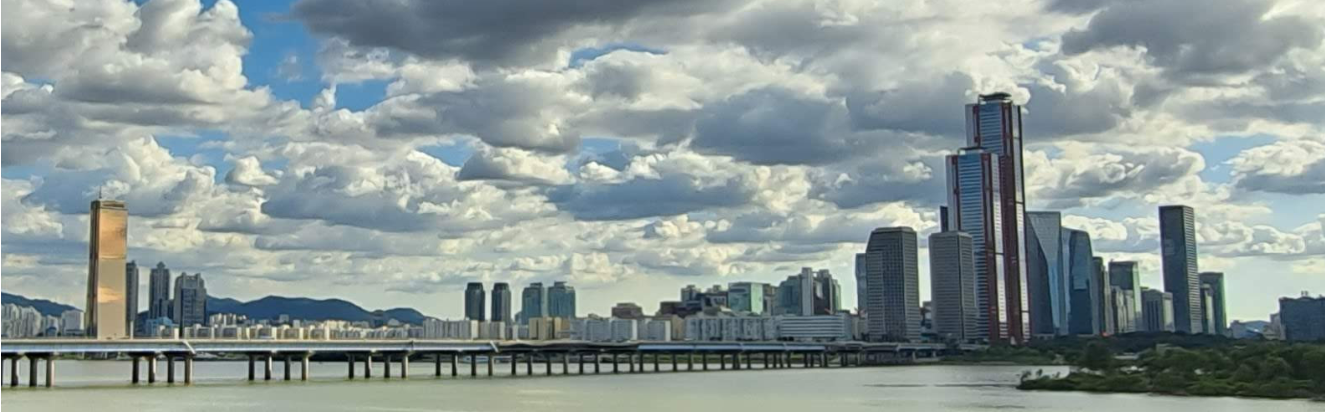
2020년 9월 12일
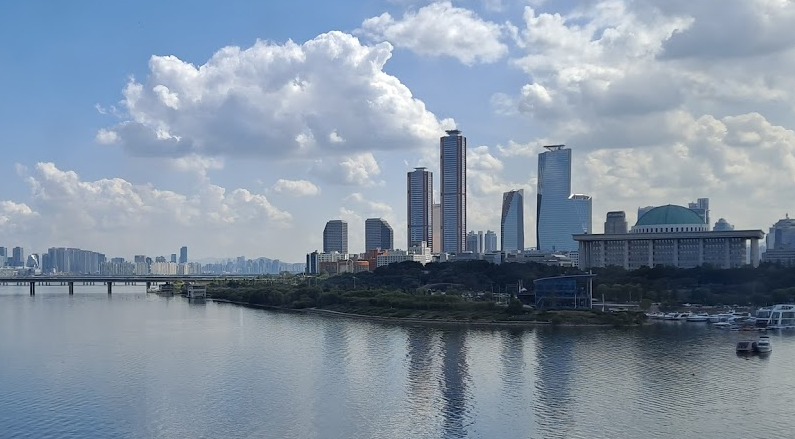
2021년 1월 18일
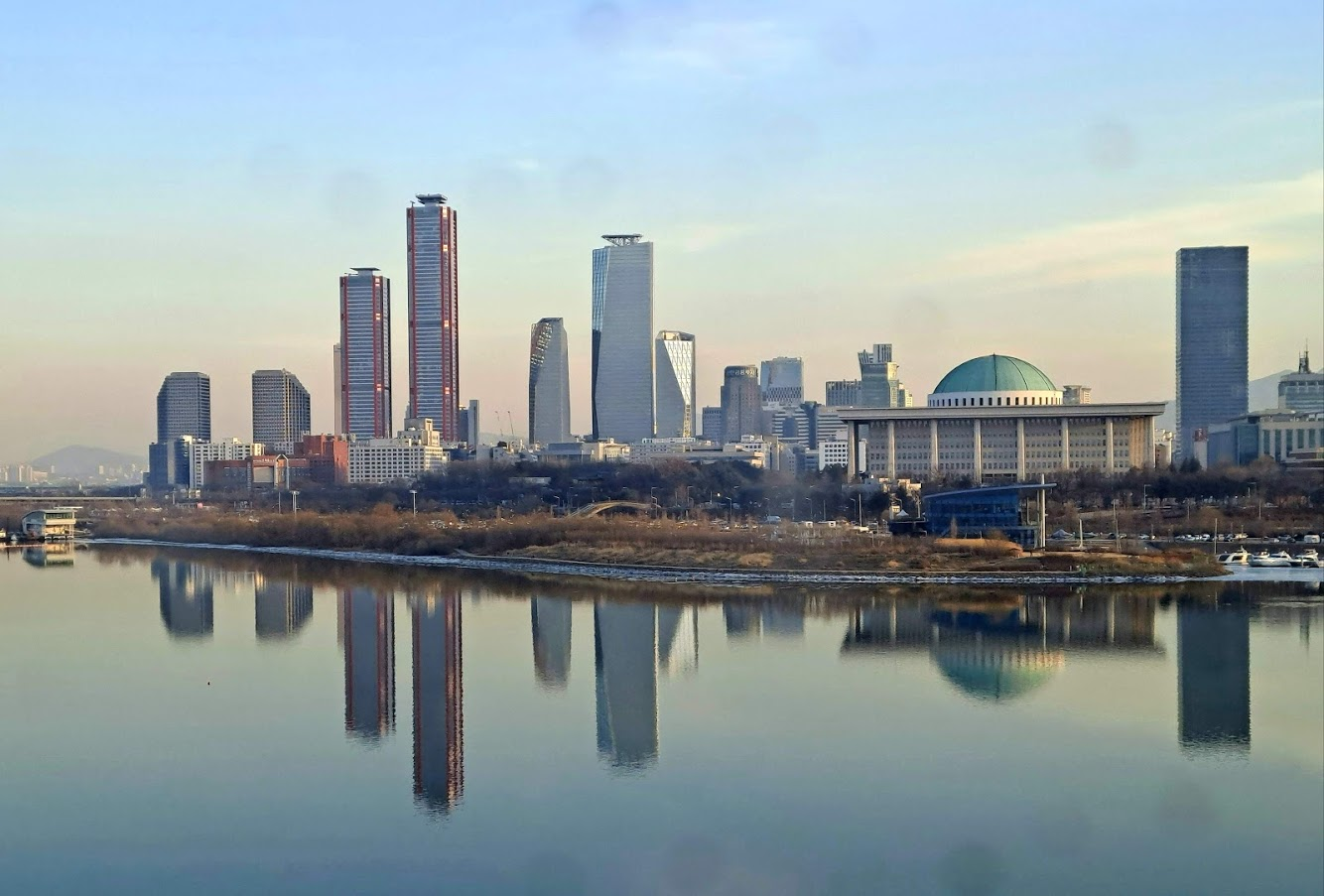
2021년 1월 22일
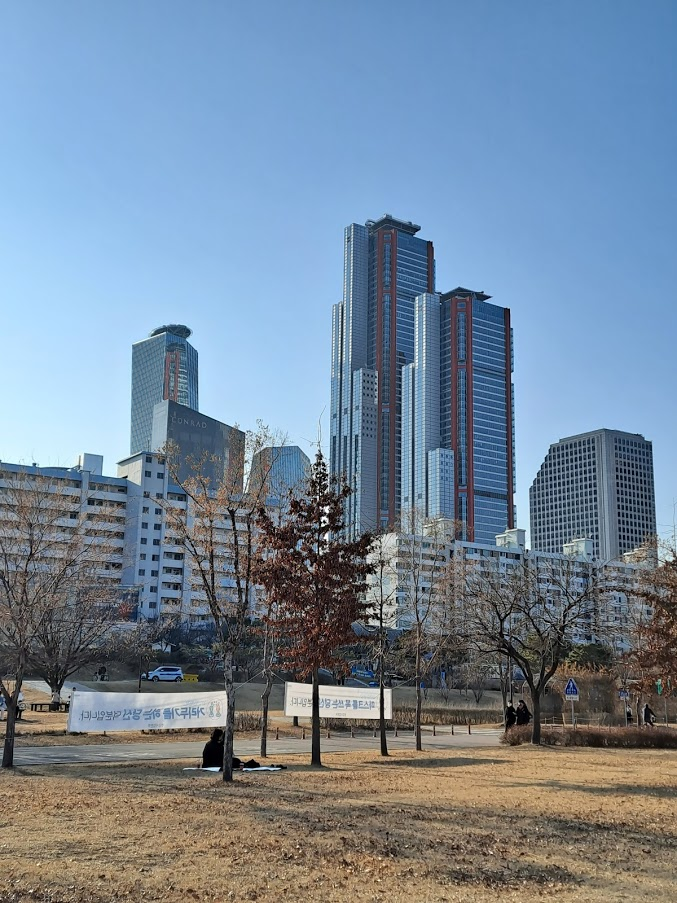
2021년 1월 24일
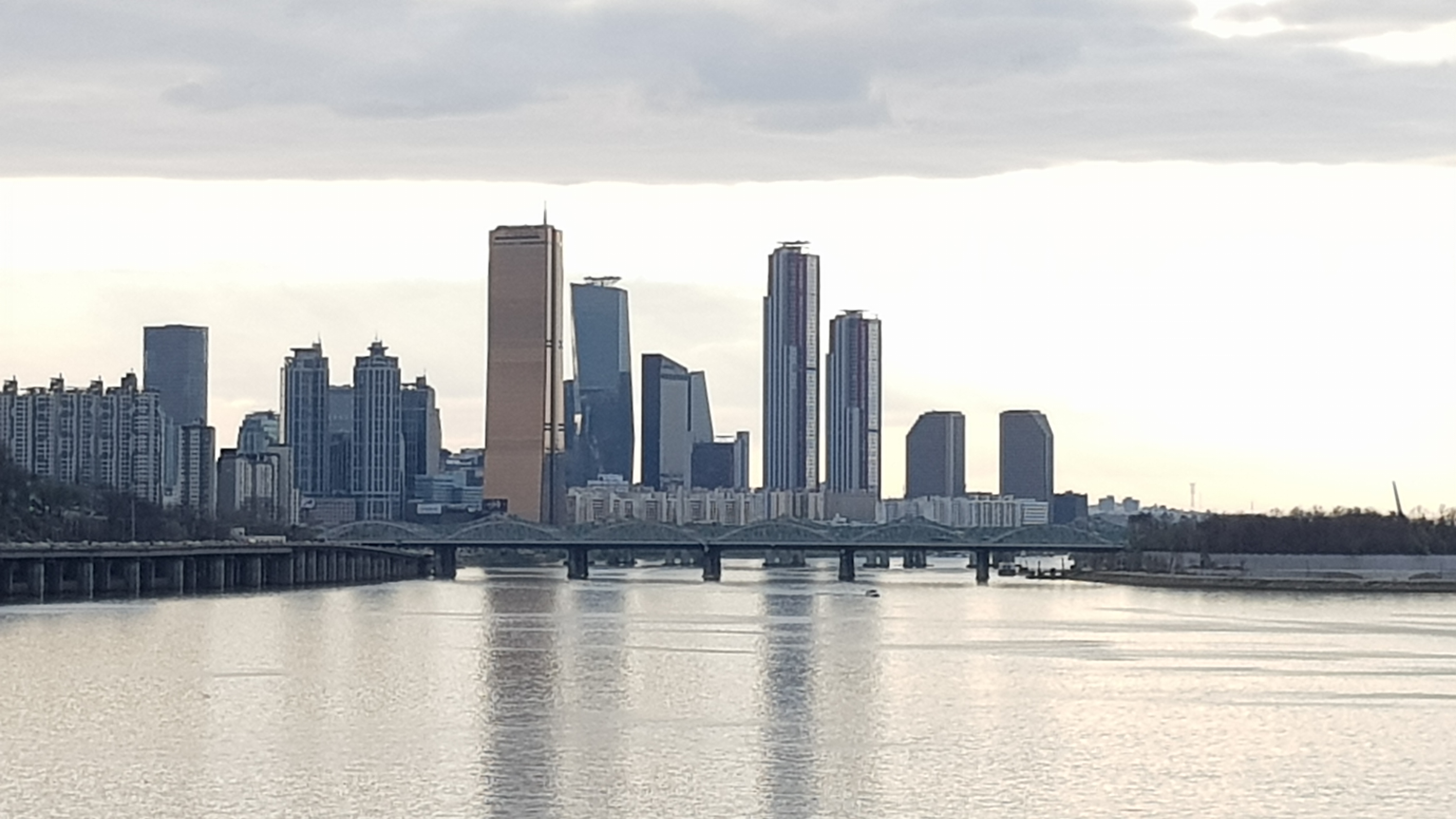
2021년 4월 4일
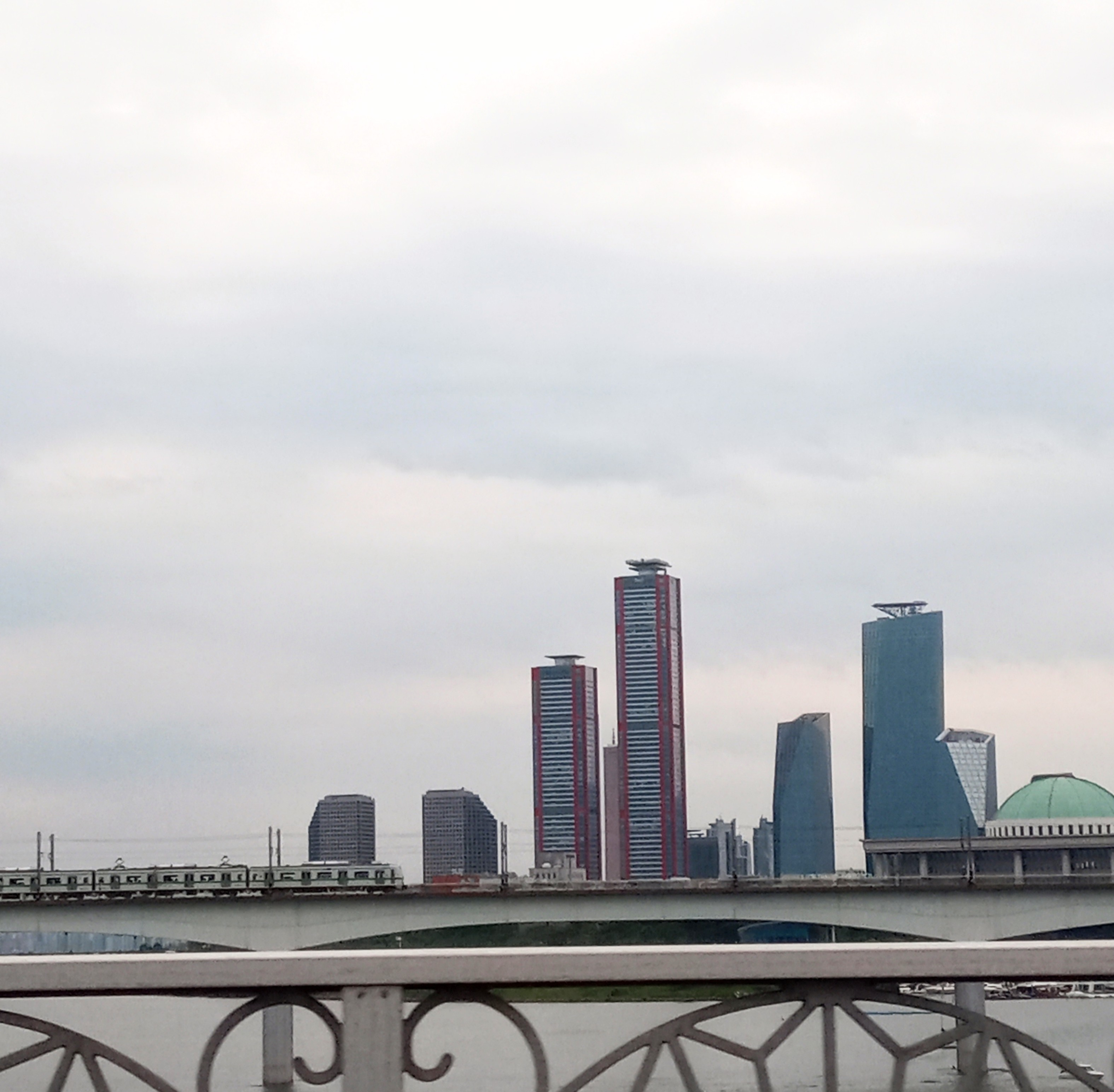
2021년 5월 29일
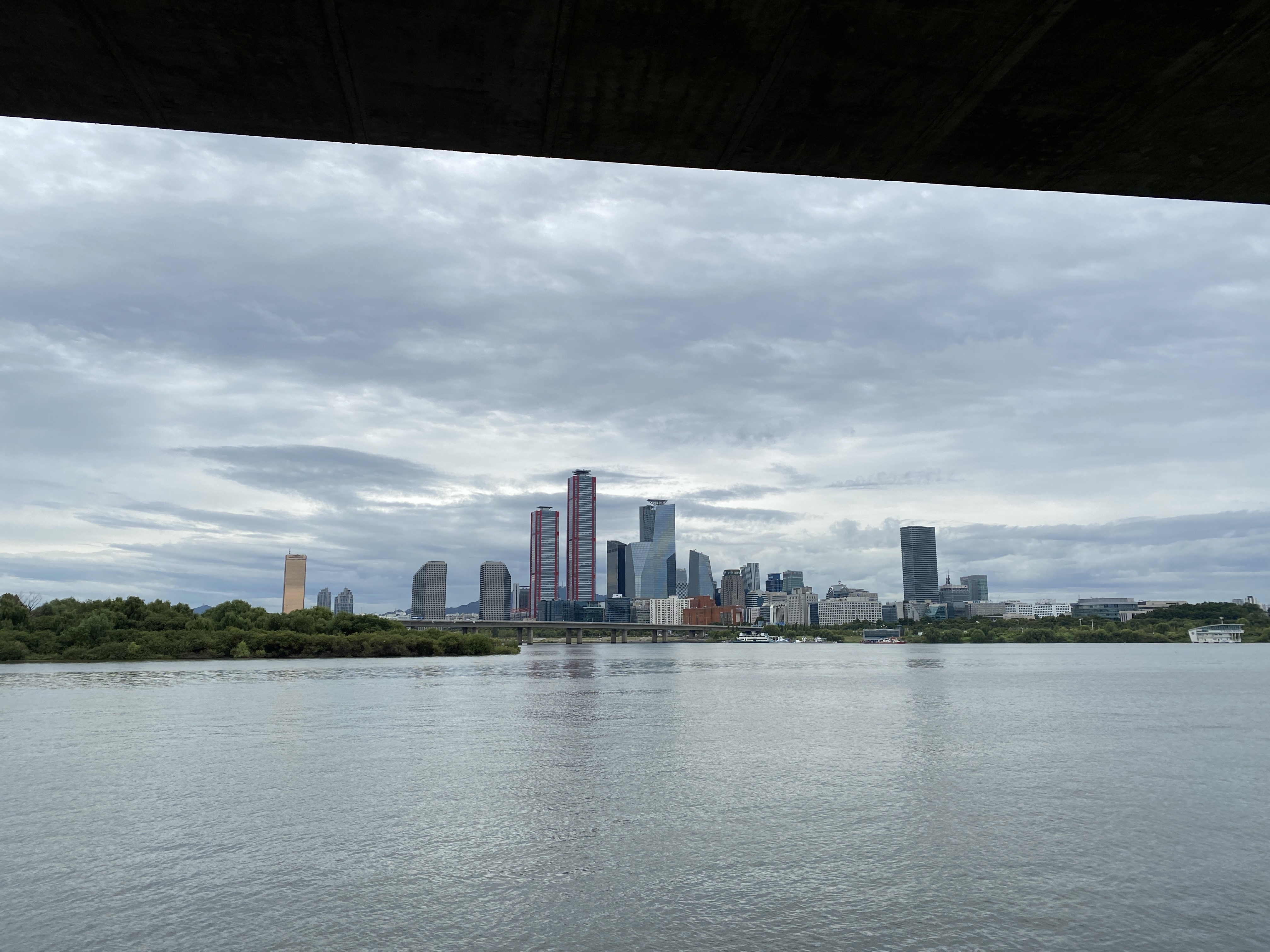
2021년 9월 25일
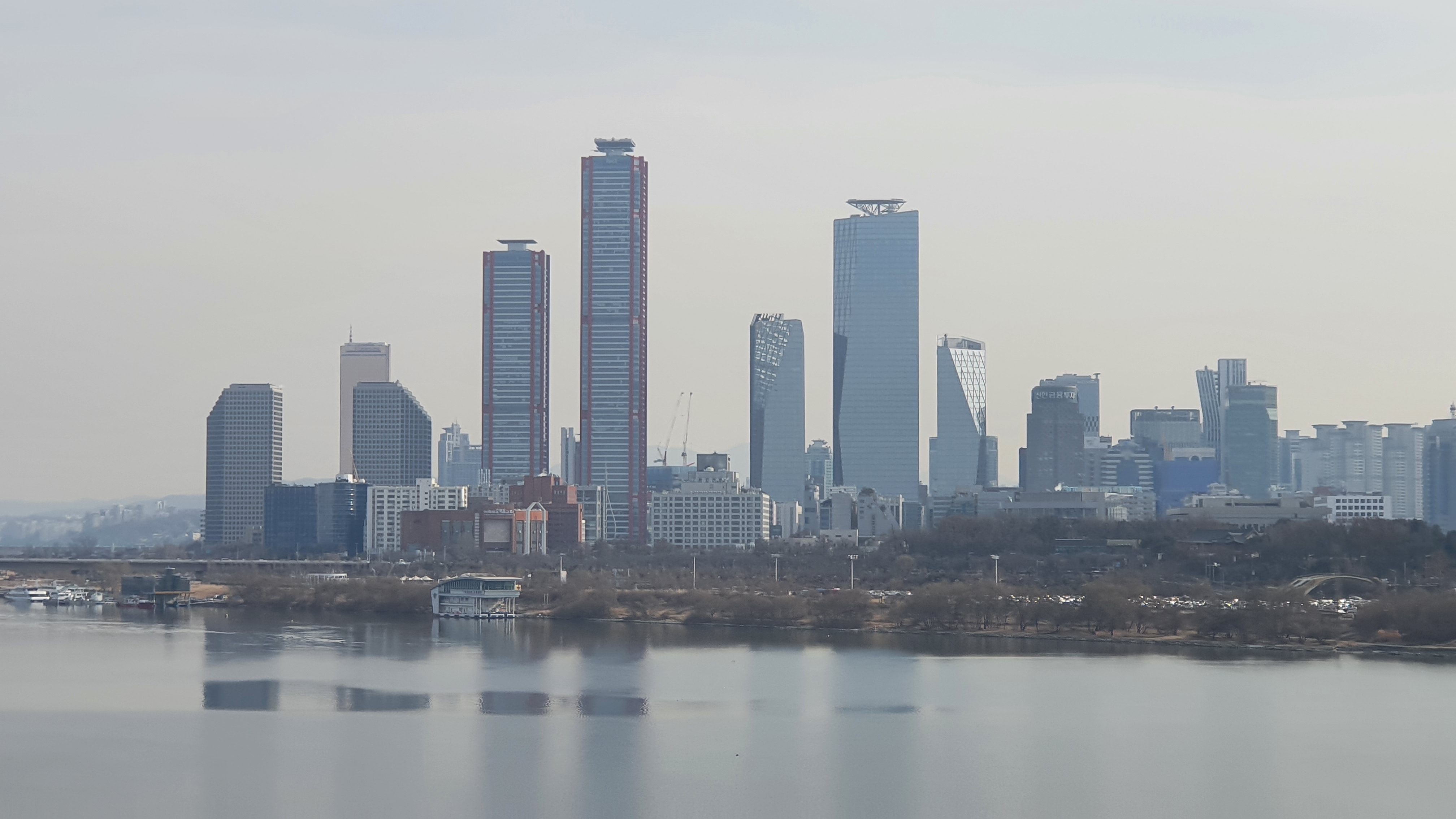
2022년 2월 9일
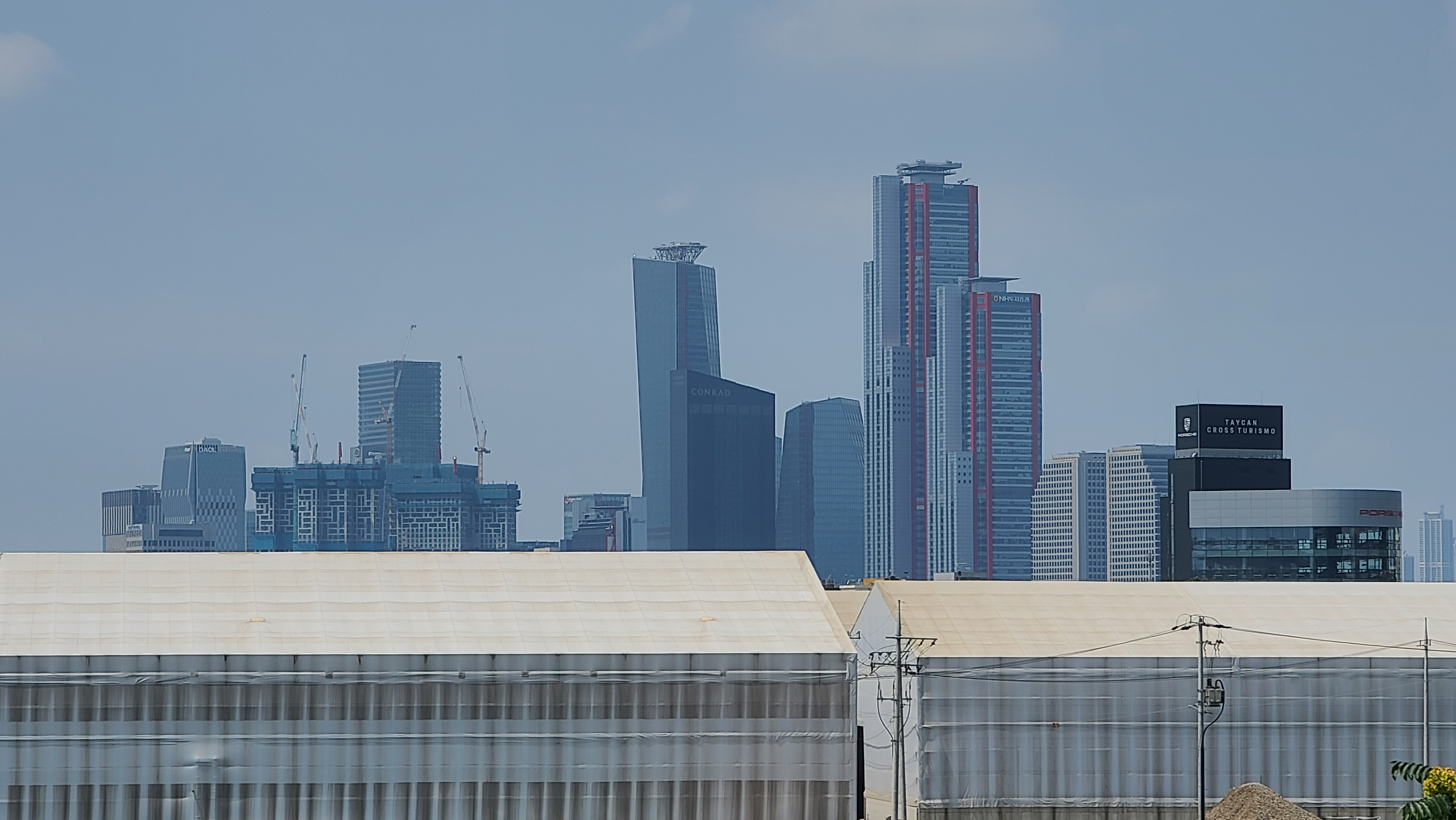
2022년 7월 28일
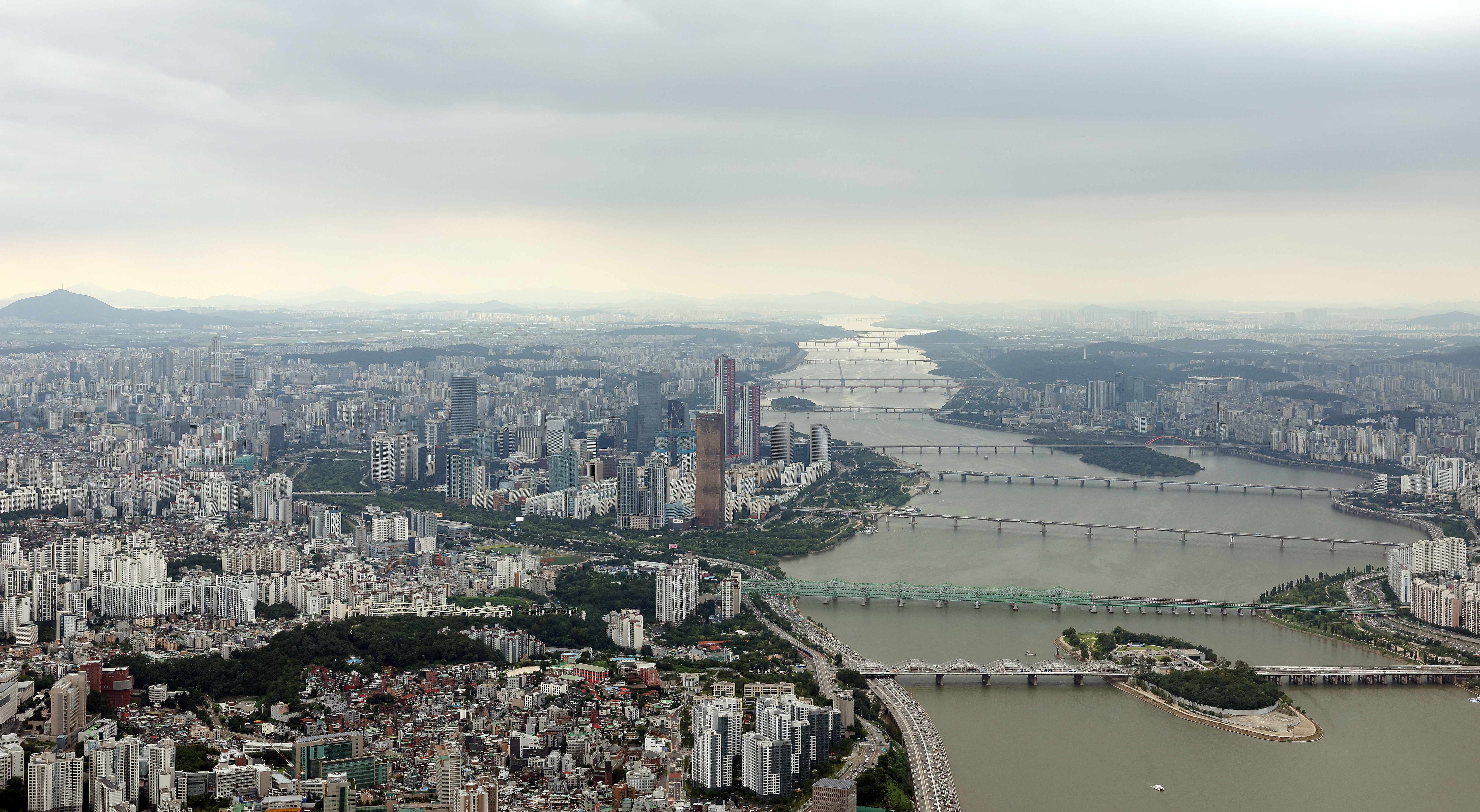
2022년 8월 24일
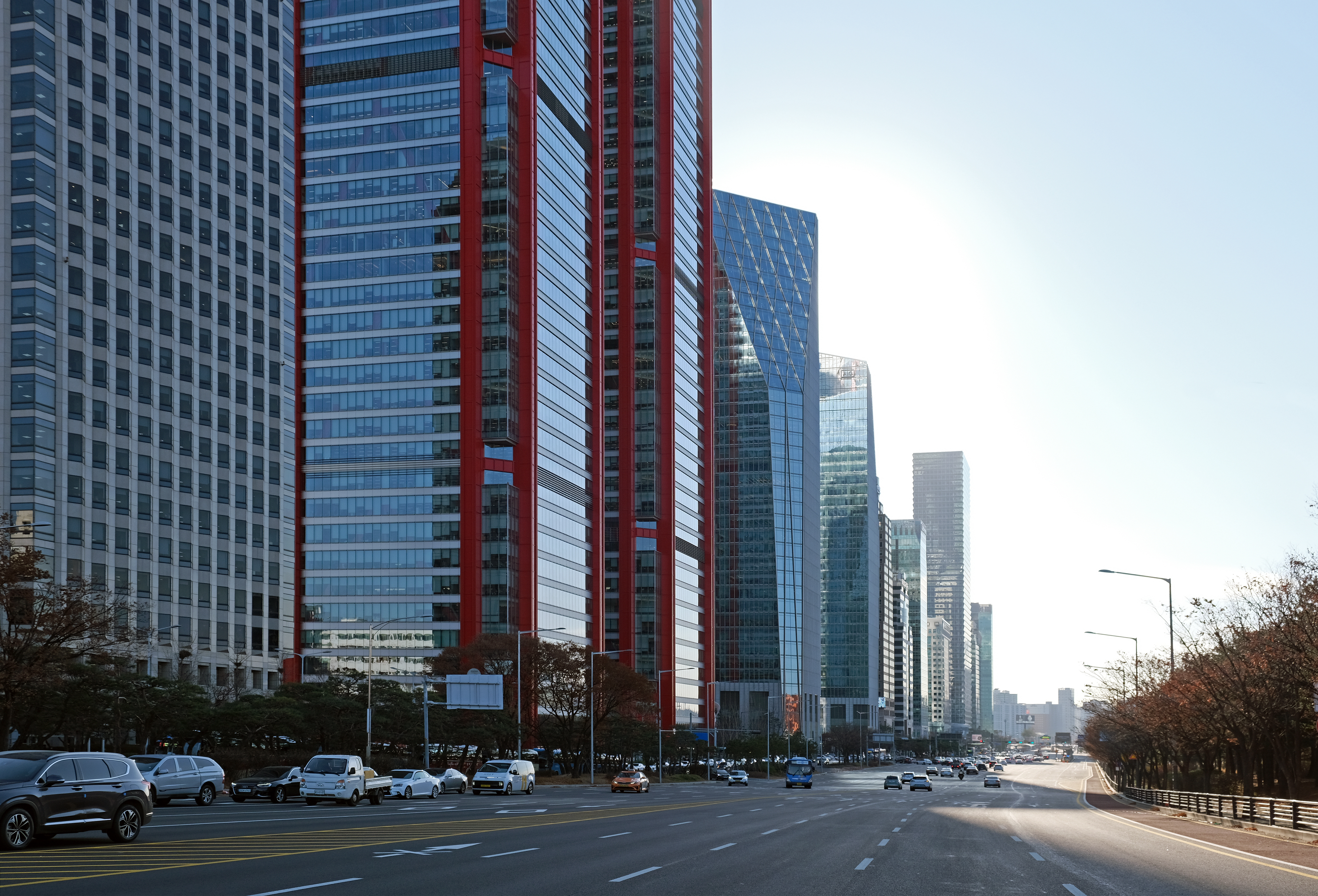
2022년 11월 1일
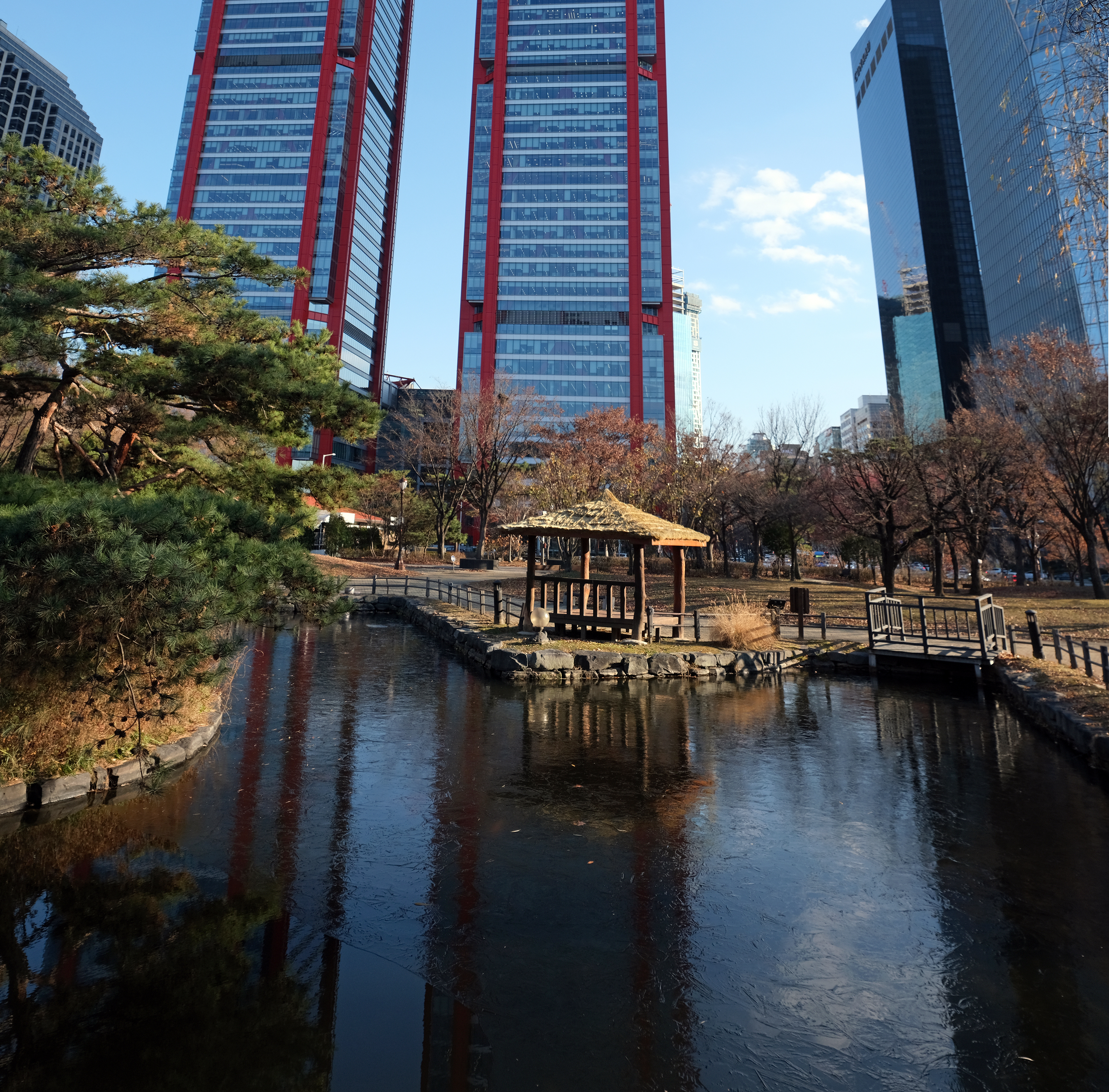
2022년 11월 1일
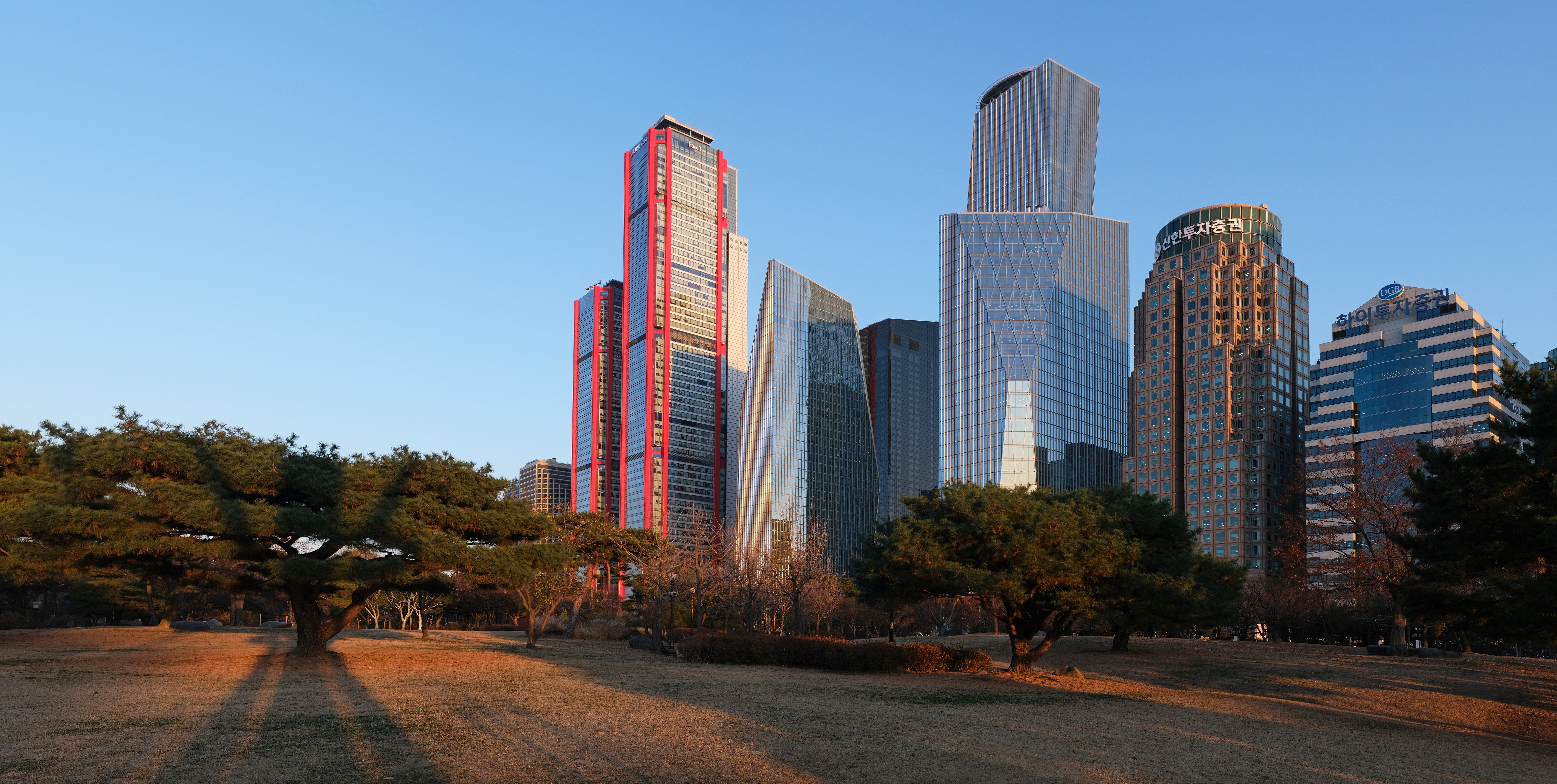
2022년 11월 1일
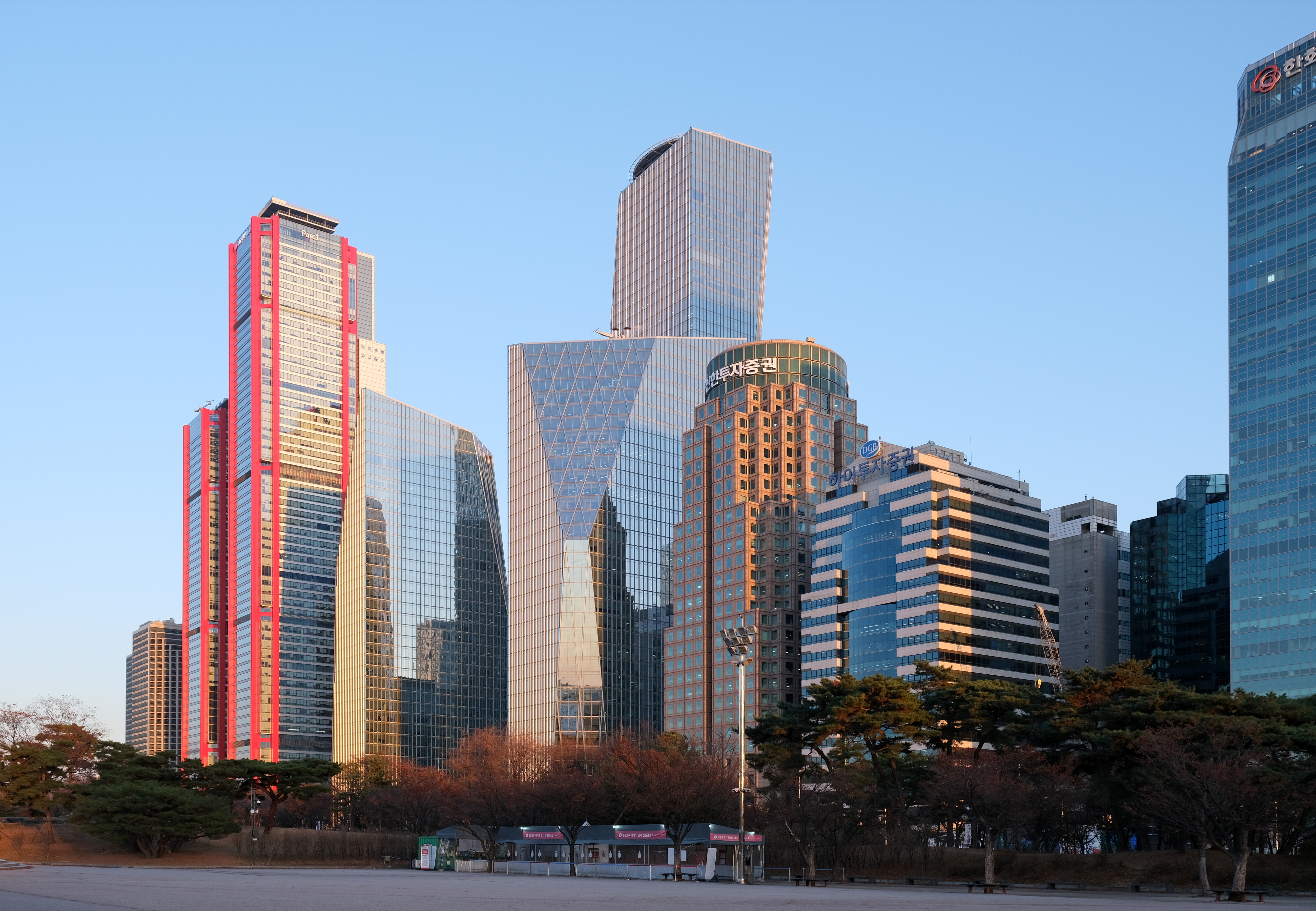
2022년 11월 1일
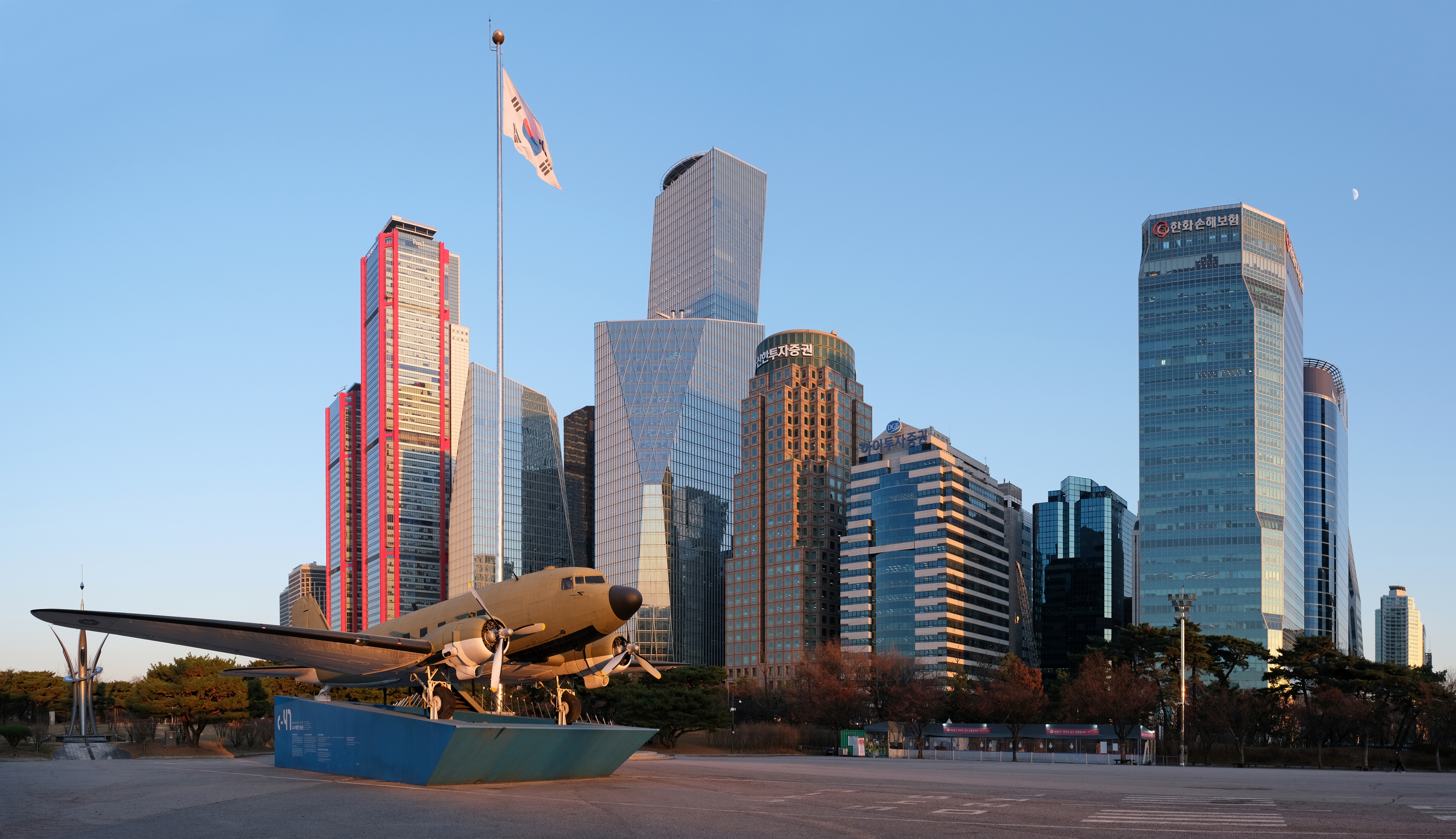
2022년 11월 1일
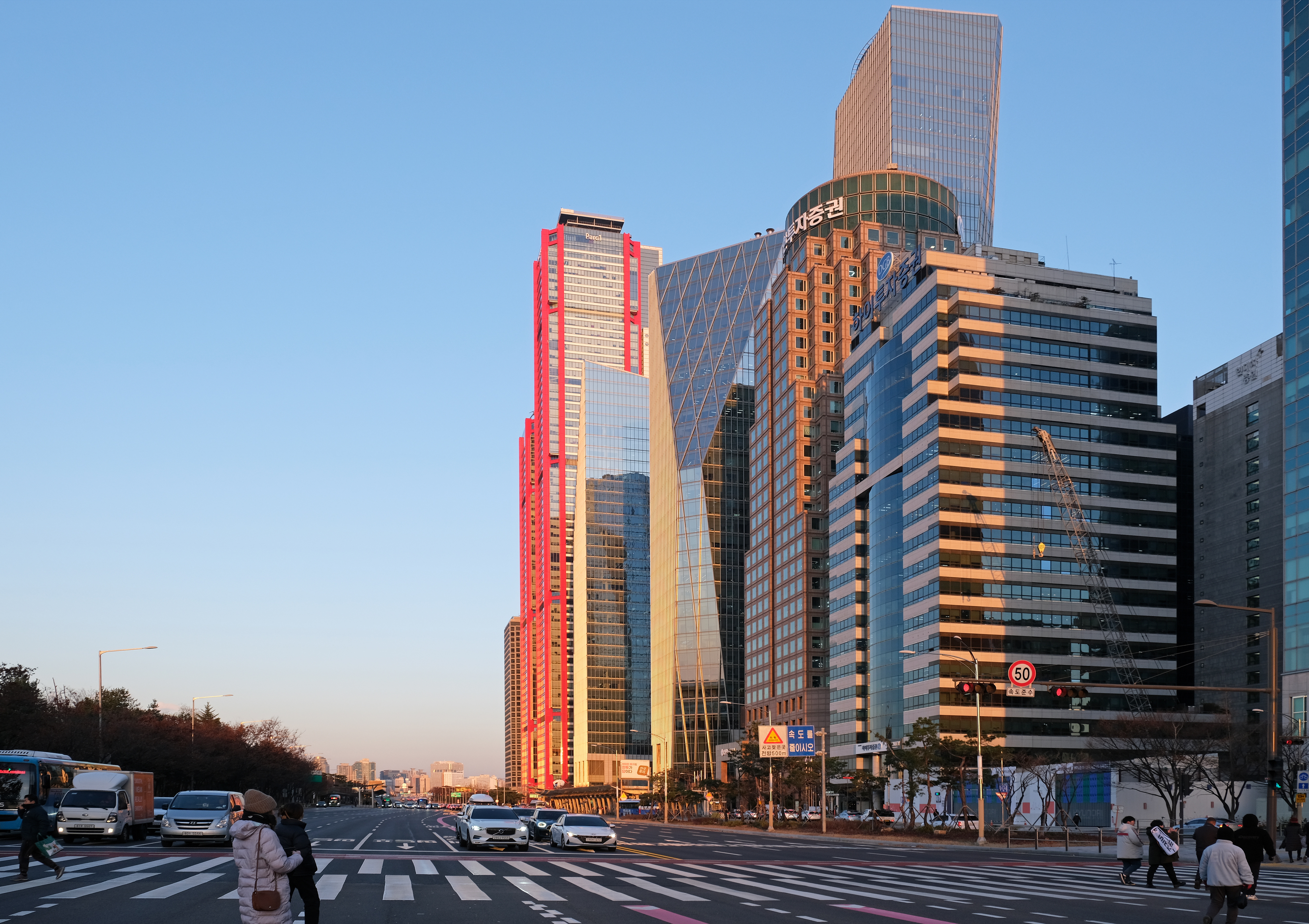
2022년 11월 1일
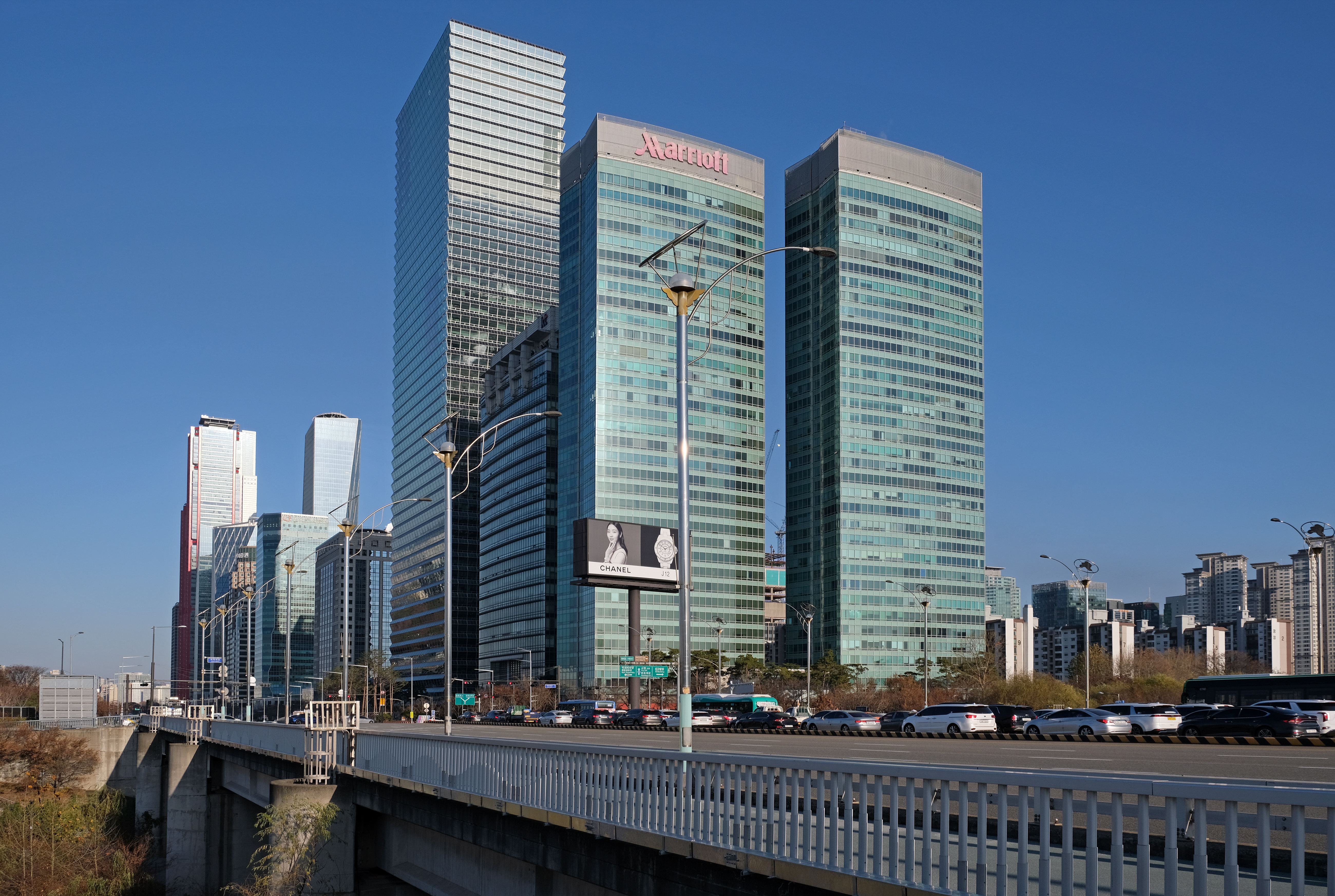
2022년 11월 1일
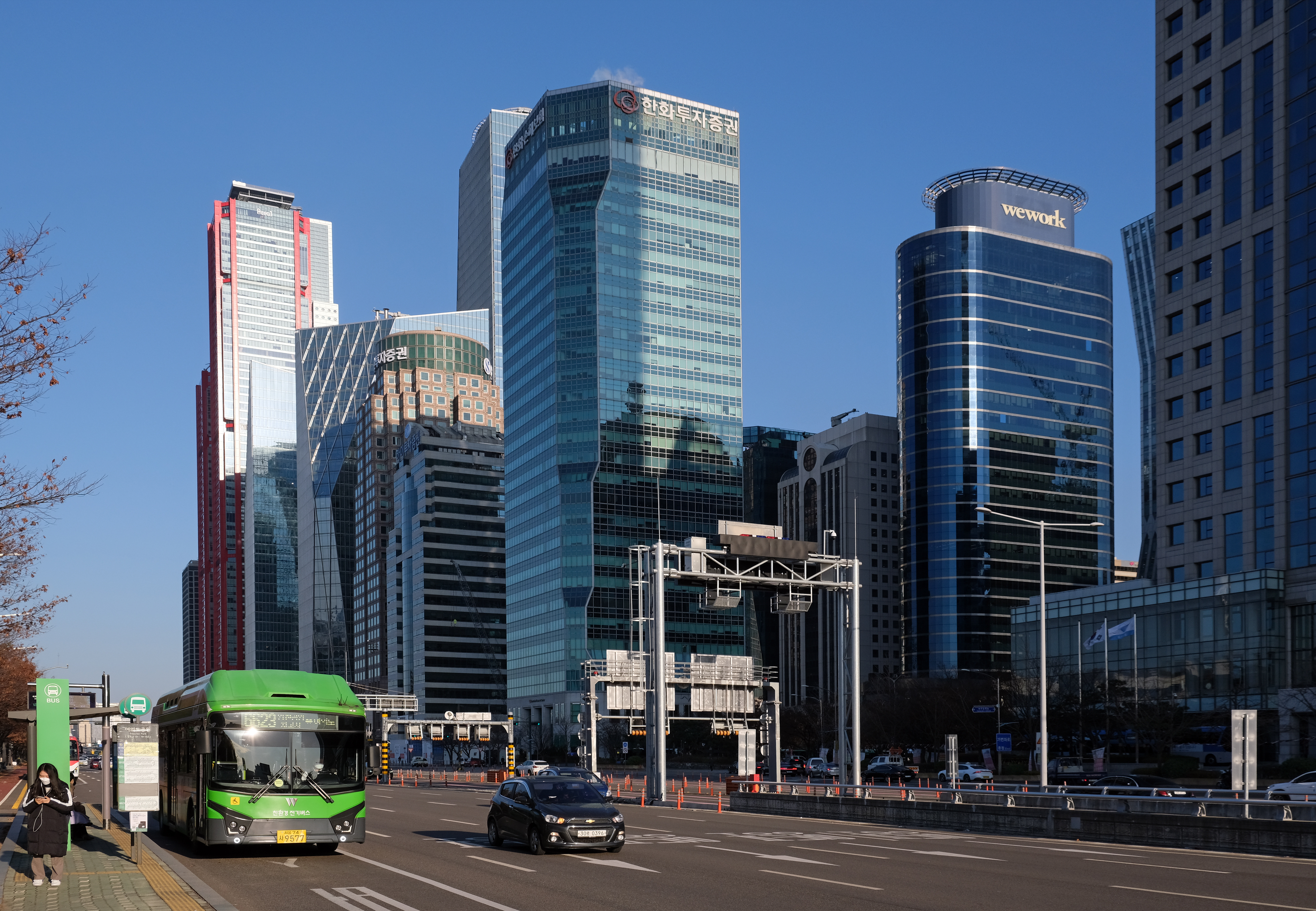
2022년 11월 1일
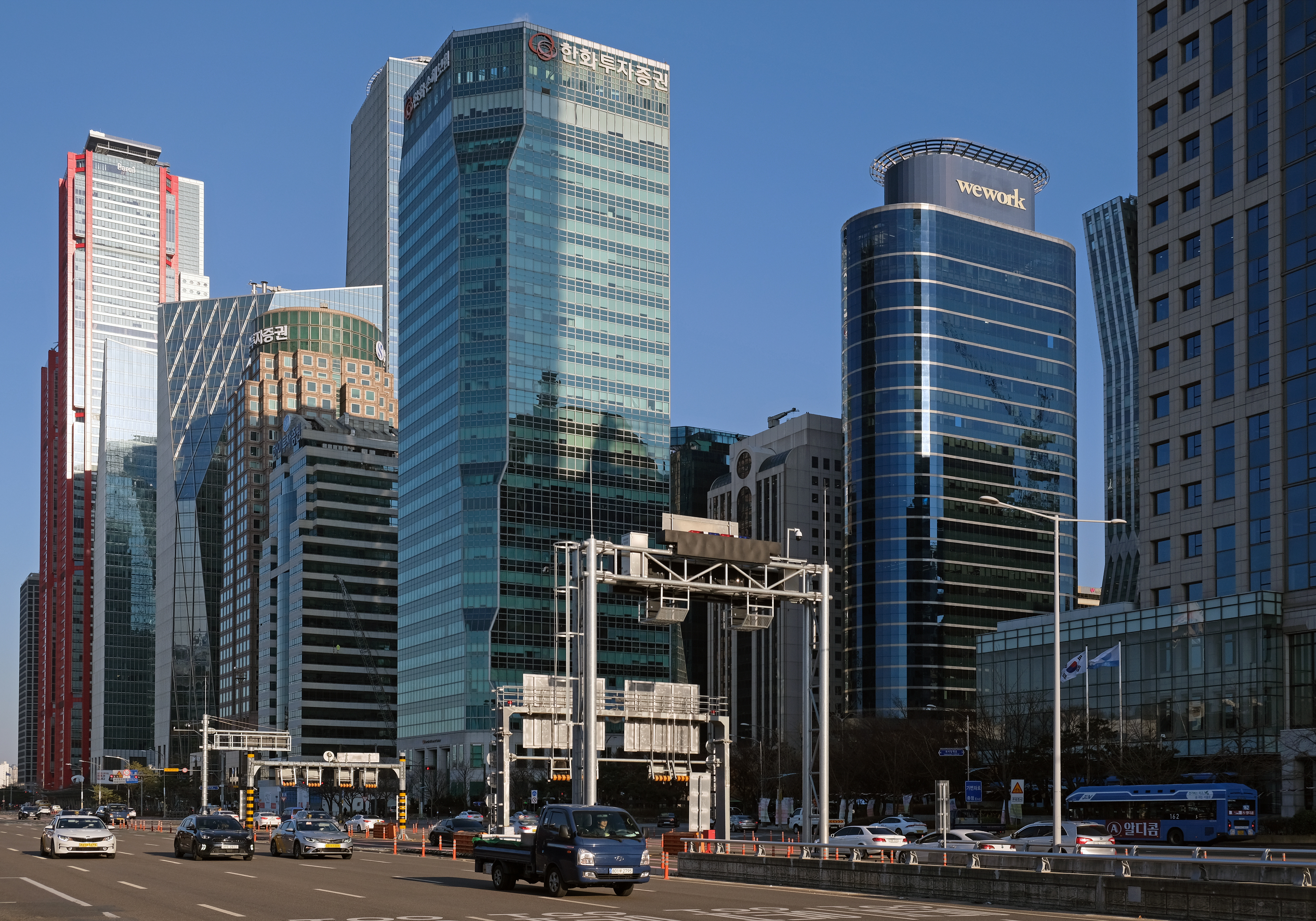
2022년 11월 1일
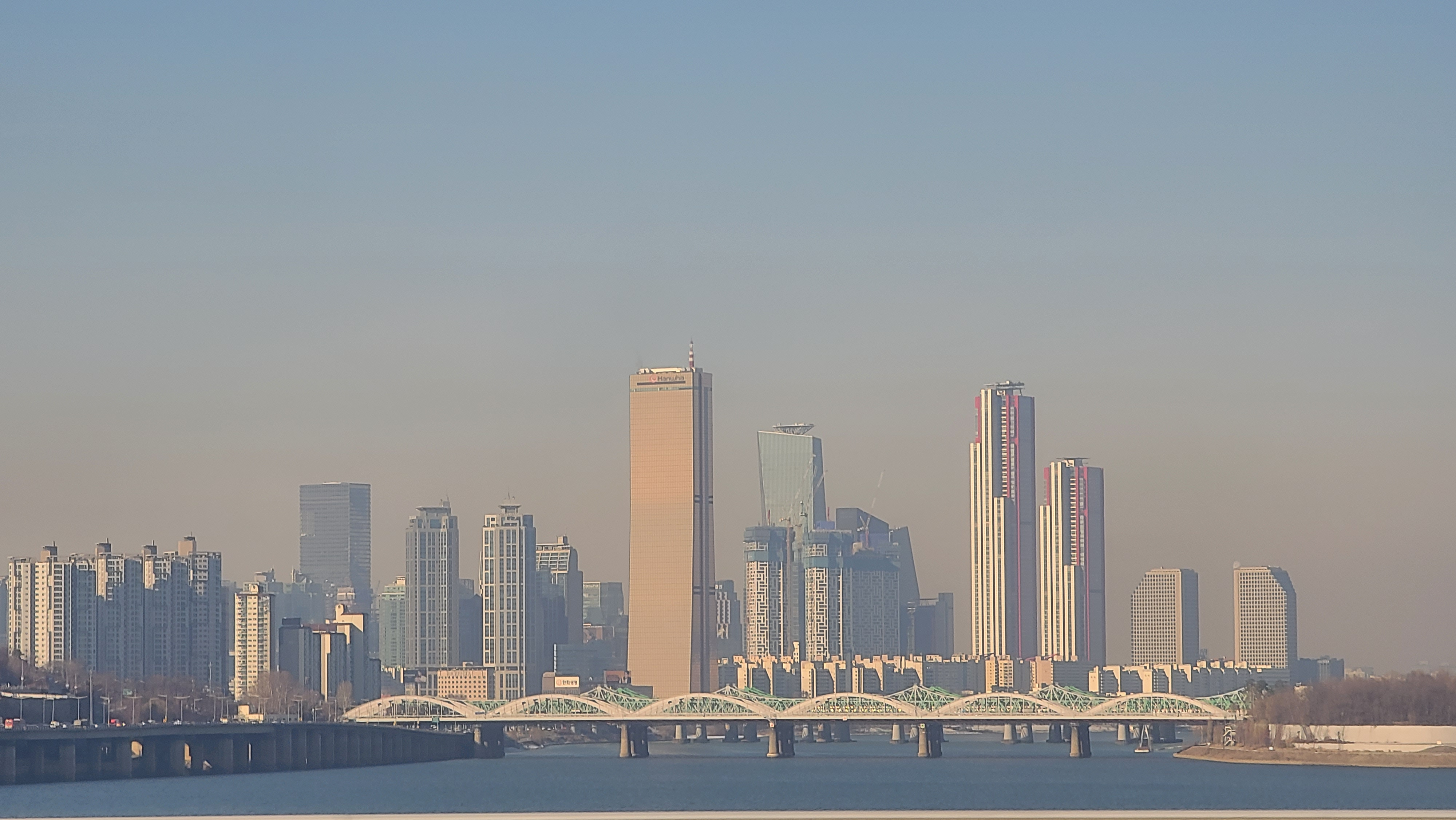
2022년 12월 20일
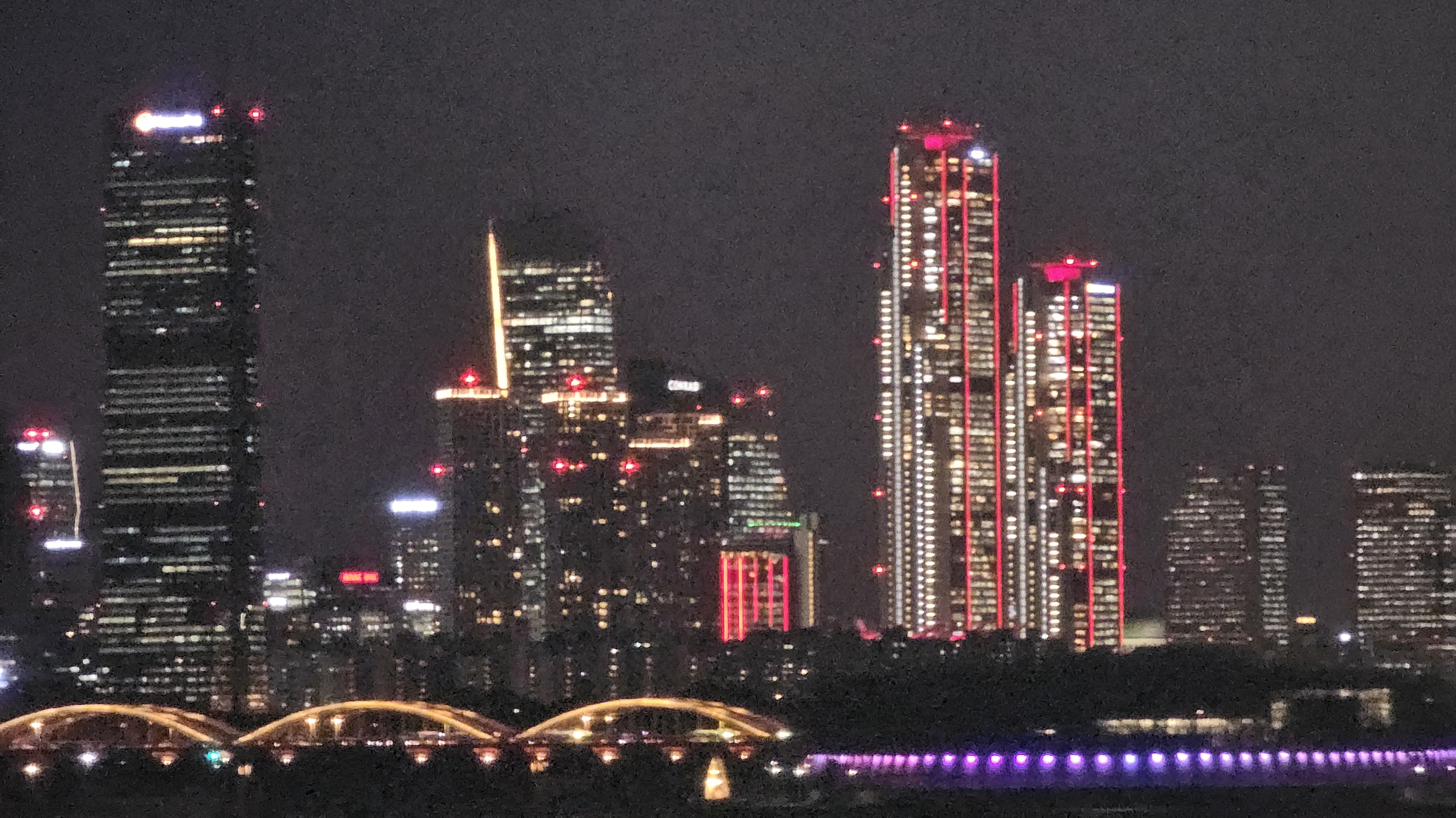
2024년 1월 15일

## 같이 보기
- 여의도
- 대한민국의 마천루 목록
- 서울특별시의 마천루 목록
- 문화방송